# أندرا برديش
آنِدْرَة بَرَدِيش (بالهندستانية: آندھرہ پردیش) هي ولاية ساحلية هندية تقع في جنوب البلاد. هي سابع أكبر ولاية بمساحة 162,970 كـم2 (62,920 ميل2) والولاية العاشرة حسب بتعداد سكاني يبلغ 49,577,103 نسمة. للولاية حدود مع ولايات تشاتيسغار وأوديشا وكرناتكا وتاميل نادو وتلنغانة ويحدها من الغرب خليج البنغال. للولاية ثاني أطول خط ساحلي في الهند طوله 974 كـم (605 ميل). عاصمتها أمارافاتي وأكبر مدنها فيساخاباتنام. لغتها الرسمية هي اللغة التيلوغوية وهي إحدى اللغات الرسمية في الهند.
يذكر نص ايتاريا براهمانا [الإنجليزية] في الريجفيدا العائد للقرن الثامن قبل الميلاد هجرة جماعة أندراس من شمال الهند قبالة ضفاف نهر جمنة إلى جنوب الهند. كانت منطقة ولاية أندرا في القرن الثالث قبل الميلاد تابعة للإمبراطورية الماورية ثم ظهرت من الولاية سلالة ساتافاهانا التي حكمت جزء كبير من الهند. تبع ذلك حكم العديد من الدولة أهمها سلالة بالافا وتشالوكيا الشرقية [الإنجليزية] وسلالة كاكاتيا وإمبراطورية فيجاياناغارا والدولة الفطبشاهية ونظام حيدر أباد وشركة الهند الشرقية والراج البريطاني.
يعمل 60% من سكان الولاية في القطاع الزراعي وتساهم الولاية بإنتاج 10% من إجمالي إنتاج الأسماك بالهند وأكثر من 70% من إنتاج الجمبري في الهند. توجد عدة قطاعات صناعية في الولاية مثل صناعة المنتجات الغذائية والمعادن اللافلزية والمنسوجات والأدوية وقطاع السيارات. تمتلك الولاية حوالي ثلث احتياطيات الحجر الجيري في الهند ورواسب كبيرة من الباريت والجرانيت واحتياطيات من النفط والغاز الطبيعي. بالولاية مركز ساتيش داوان الفضائي [الإنجليزية] الواقع في جزيرة سريهاريكوتا في منطقة تيروباتي وهو المركز الرئيس لإطلاق الأقمار الصناعية في الهند.

## التسمية
قال عالم النقوش إيرافاثام ماهاديفان أن اصل كلمة أندرا (الجزء الأول من اسم الولاية) يعود لللاحقة -anṟu من اللغة التيلوغوية المبكرة (حوالي 800 قبل الميلاد). يذكر نص ايتاريا براهمانا [الإنجليزية] (800-500 قبل الميلاد) هجرة جماعة أندراس من شمال الهند قبالة ضفاف نهر جمنة إلى جنوب الهند. ذكرت المنطقة في مخطوطات بورانا المكتوبة زمن سلالة ساتافاهانا بأسماء أندرا وأندرارا جاتيا وأندرا بهرتيا.

## التاريخ

### التاريخ المبكر والأوسط
كانت مملكة أسماكا [الإنجليزية] واحدة من الستة العشر ماهاجانابادا المذكورة في الفيدا، كانت المملكة تحكم مناطق ولايات أندرا براديش وماهاراشترا وتلنغانة الحالية. تشير الأدلة الأثرية من مواقع بهاتيبرولو [الإنجليزية] وأمراوتي ‏ ودارانيكوتا [الإنجليزية] وفادامانو [الإنجليزية] الأثرية إلى أن منطقة أندرا كانت جزءًا من الإمبراطورية الماورية، ربما كانت أمارافاتي مركزًا إقليميًا في الإمبراطورية. ضعفت الإمبراطورية الماورية بعد وفاة الإمبراطور أشوكا حوالي عام 200 قبل الميلاد وحكمت منطقة أندرا عدة ممالك صغيرة.
نشأت من الولاية سلالة ساتافاهانا التي سيطرت على هضبة الدكن من القرن الأول قبل الميلاد إلى القرن الثالث الميلادي، وكانت لها علاقات تجارية مع الإمبراطورية الرومانية. يعتقد البوذيين أن ناجارجونا فيلسوف ماهايانا عاش في منطقة الولاية. حكمت سلالة أندرا إيكشفاكو [الإنجليزية] حوض نهر كريشنا في النصف الأخير من القرن الثاني بعد انهيار حكم ساتافاهانا. ثم خلفتها سلالة سالانكايانا [الإنجليزية] التي حكمت المنطقة الواقعة بين نهري جودافاري وكريشنا من 300 إلى 440 م. حكم التيلوغوي تشوداس ‏ الرايالاسيما الحالية من القرن الخامس إلى القرن الحادي عشر، ويرجع إليهم أقدم نص مكتوب باللغة التيلوغوية العائد لعام 575 م والمعثور عليه في منطقة كادابا الحالية.
كانت سلالة فيشنوكوندينا [الإنجليزية] الحاكمة لمعظم ولاية أندرا براديش ومنطقة كالينجا وأجزاء من تلنغانة في القرنين الخامس والسادس. حكمت سلالة تشالوكيا الشرقية المنطقة لقرابة خمسمائة عام من القرن السابع حتى عام 1130 م عندما أصبحت تابعة لسلالة تشولا الحاكمة حتى سقطا في عام 1189 م. من آثار السلالة ترجمة الشاعر نانايا لنصوص المهابهارتا إلى التيلوغوية في عام 1025 م بطلب من ملكها راجاراجا ناريندرا.
حكمت سلالة كاكاتيا هذه المنطقة وتلنغانة لما يقرب من مائتي عام بين القرنين الثاني عشر والرابع عشر. ثم سلطنة دلهي التي عندما ضعفت حكمت المنطقة سلالتي موسونوري ناياكاس [الإنجليزية] والبهمنيون. حكمت مملكة ردي أجزاء من هذه المنطقة في أوائل القرن الرابع عشر. ثم حكمت سلالتي جاجاباتي والبهمنيون.
نشأت إمبراطورية فيجاياناغارا في هضبة الدكن في عام 1336 على يد هاريهارا الأول وشقيقه بوكا رايا الأول الذين كانوا ضباط خزانة لسلالة كاكاتيا في مدينة ورنجل. سيطر الرجلين على أجزاء من ولاية أندرا براديش وكانت لهم جيوش كبيرة جعلت دولتهم قوية في القرن السادس عشر. رعت الإمبراطورية الفنون الجميلة والأدب باللغات الكنادية والتيلوغوية والتاميلية والسنسكريتية وكذلك أيضا الموسيقى الكارناتيكية.

### التاريخ الحديث

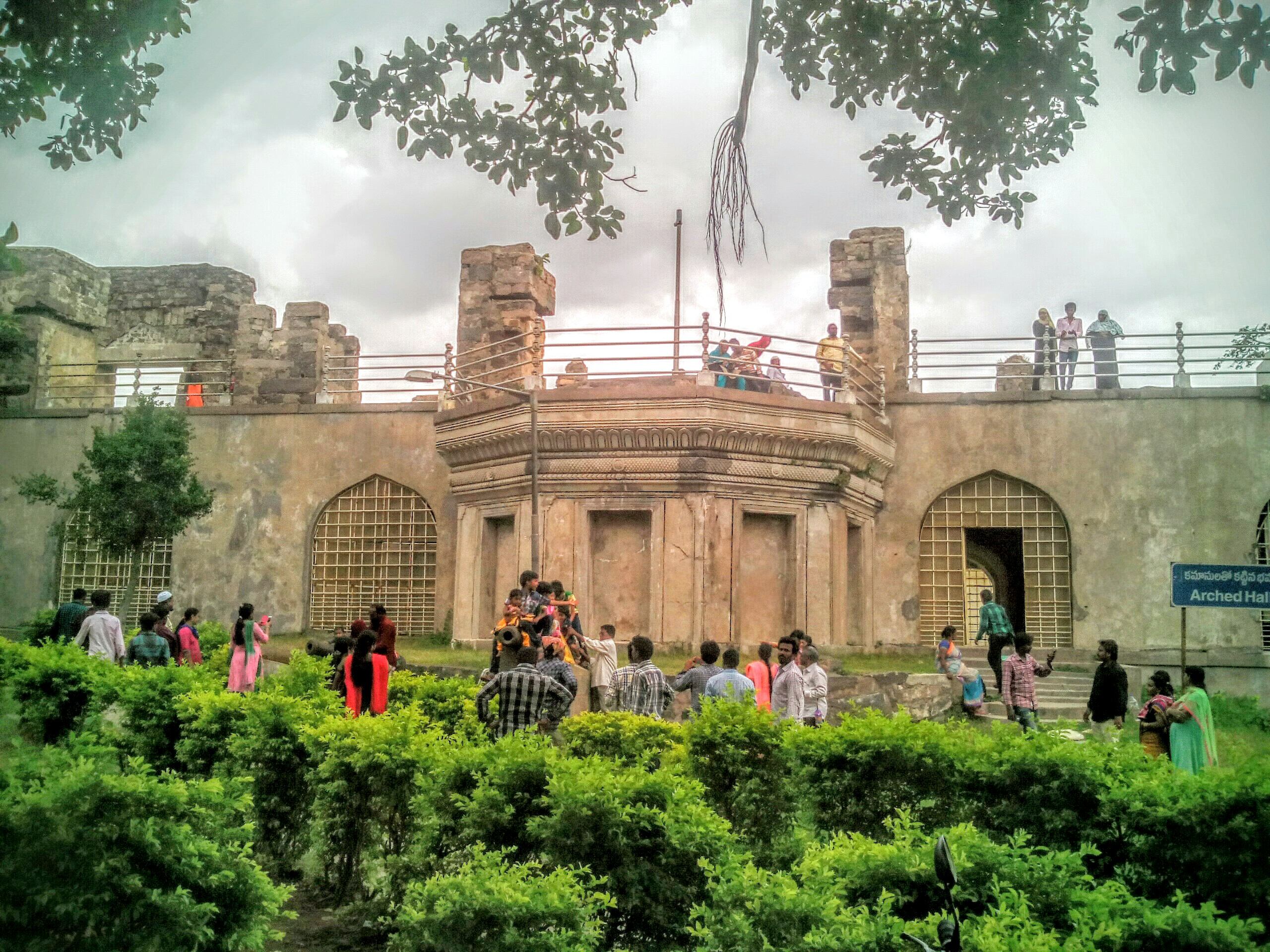
حصن كوندابالي المبني في القرن الرابع عشر الميلادي

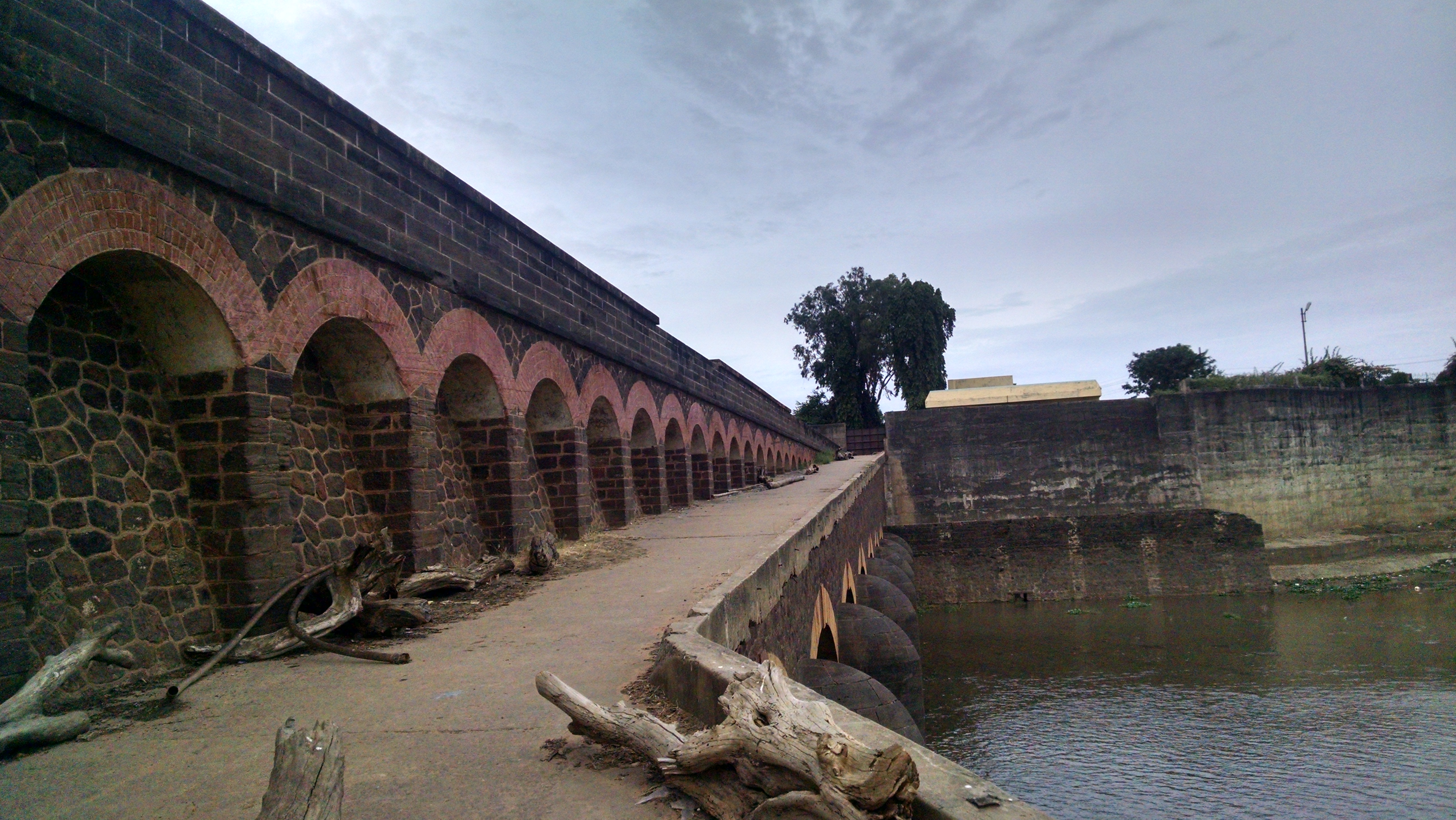
سد Dowleswaram Barrage الذي بناه آرثر كوتون في عام 1850

سيطرت الدولة القطبشاهية على ولاية أندرا براديش بعد هزيمتها لإمبراطورية فيجاياناغارا. ثم تبعت المنطقة لحكم نظام حيدر أباد التابع لسلطنة مغول الهند والذي استقل عنها لاحقا. أنشئت شركة الهند الشرقية في عام 1611 م مركز تجاري إنجليزي لها في ماتشيليباتنام على الساحل الشرقي للهند. ترجع تسمية مناطق الولاية لتلك الفترة فسمي الساحل باسم كوستاندرا وسمي شمالها باسم أوتاراندرا وسميت المناطق الخمسة التي تنازل عنها نظام حيد آباد للإنجليز باسم الريالسيما. أنشأ راجا فيزيارام راز مملكة ذات سيادة وطالب بالاستقلال عن مملكة جيبور [الإنجليزية] في عام 1711. غزت شركة الهند الشرقية إمارات بوبيلي وكوروبام وبارالاخموندي وظلت الإمارات تحت جناحها حتى ضُموا إلى اتحاد الهند في عام 1949.
حكم الراج البريطاني هذه المنطقة بعد ثورة الهند سنة 1857 حتى استقلت الهند في عام 1947. لم يصفى الجو للراج البريطاني فحدثت عدة احتجاجات على حكمه مثل حملة عدم دفع الضرائب في تشيرالا وبيرالا في عام 1919 بقيادة دوجيرالا جوبالاكريشنايا وثورة رامبا بقيادة ألوري سيتاراما راجو في عام 1921 وثورة ملح ساتياغراها في دندولور عام 1930.
نما اقتصاد الولاية بعدما بنى آرثر كوتون سد دوليسوارام [الإنجليزية] في عام 1850 والذي ساعد على زراعة الأراضي البور في حوض نهر جودافاري. يعتبر كاندوكوري فيريسالينغام [الإنجليزية] والد حركة النهضة التيلوغوية حيث شجع تعليم النساء وزواج الأرامل وحارب زواج الأطفال ونظام المهر. في ذلك العصر كتب جوراجادا أباراو مسرحية كانياسولكام في عام 1892 وهي أعظم مسرحية تيلوغوية.

### بعد الاستقلال

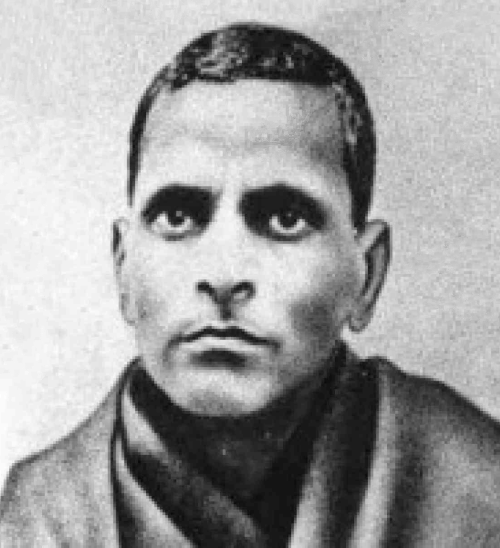
بوتي سريرامولو الذي صام حتى الموت عام 1952 ليدعم تشكيل ولاية أندرا

كانت منطقة الولاية الحالية تابعة لولاية مدراس بعد استقلال الهند، لم يرضى أهل الولاية بهذا الوضع وحاولوا الوصول إلى ولاية خاصة بناطقي اللغة التيلوغوية أثر على هذه الحركة صوم بوتي سريرامولو حتى الموت في عام 1952، إذ أثار موته شعب التيلغو وساهم في اشتداد مطالبات بالانفصال حتى اقتطعت المنطقة الناطقة باللغة التيلوغوية من ولاية مدراس في عام 1952 لتشكل ولاية أندرا وعاصمتها كرنول، وأصبح تانغوتوري براكاسام بانثولو [الإنجليزية] أول رئيس وزراء لولاية أندرا في 1 أكتوبر 1953. دمجت بقية المناطق الناطقة باللغة التيلوغوية لولاية أندرا براديش طبقا لقانون Gentlemen's Agreement of 1956 وأصبحت حيدر آباد عاصمة الولاية الموحدة في 1 نوفمبر 1956.
حكم حزب المؤتمر الوطني الهندي الولاية من عام 1956 إلى عام 1982 وأصبح نيلام سانجيفا ريدي أول رئيس وزراء لولاية أندرا برديش الموحد. اشتهر من وزراء حزب المؤتمر الوطني الهندي بي في ناراسيمها راو منفذ إصلات الأراضي والإصلاحات الاجتماعية. فاز حزب تيلوغو ديسام بانتخابات الولاية في عام 1983 وأصبح إن تي راما راو رئيسًا لوزراء الولاية وذلك بعد إنشاء الحزب بتسعة أشهر فقط، غيًر إن تي راما راو تقسيم الولاية فاعتمد نظام المندل بدلاً من نظام التالوك السابق وأزال نظام وراثة رئاسة رؤساء القرى. وصل صهر راو نارا شاندرابابو نايدو [الإنجليزية] إلى السلطة في عام 1995 بدعم من كتلة MLAs، ينسب إليه رقمنة إدارة الولاية وتحويل حيدر أباد إلى مركز لتكنولوجيا المعلومات عبر تقديم حوافز لشركات التقانة. عاد حزب المؤتمر الوطني الهندي إلى السلطة في عام 2004 برئاسة واي إس راجاسيخارا ريدي ‏، كان التركيز الرئيسي له أثناء فترته على خطط الرعاية الاجتماعية مثل الكهرباء المجانية للمزارعين والتأمين الصحي والتعليم للفقراء. أعيد انتخابه رئيسًا للوزراء مرة أخرى لكنه توفي في حادث تحطم طائرة هليكوبتر في سبتمبر 2009.
عانت الولاية من حركتي تلنغانة (1969) وأندرا [الإنجليزية] (1972) الانفصاليتين على مدار 58 عامًا من وجود ولاية أندرا براديش المتحدة لكن حكومة الولاية نجحت الولاية في الحفاظ على وحدتها طول تلك المدة. ظهر في أبريل 2001 حزب تيلانجانا راشترا ساميثي ‏ والذي أعاد إحياء حركة انفصال تلنغانة. قررت الحكومة المركزية بدء عملية تشكيل ولاية تلنغانة المستقلة في ديسمبر 2009، أدى ذلك على تشكيل حركة أندرا المتحدة التي تسعى للحفاظ على وحدة الولاية. استمرت الاضطرابات بالولاية لما يقرب من 5 سنوات، عزف فيها حزب تيلانجانا راشترا ساميثي ‏ على وتر تهميش طعام وثقافة ولغة وسكان تلنغانة وعدم تكافؤ التنمية الاقتصادية، ردت حركة أندرا المتحدة على ذلك بالثقافة واللغة والعادات المشتركة والوحدة التاريخية للمناطق الناطقة باللغة التيلوغوية. وافق برلمان الهند على مشروع قانون إعادة تنظيم ولاية أندرا براديش لتشكيل ولاية تلنغانة، التي تضم عشر مقاطعات على الرغم من معارضة المجلس التشريعي للولاية. شكلت ولاية تلنغانة الجديدة في 2 يونيو 2014 بعد موافقة رئيس الهند.
فاز حزب تيلوغو ديسام في انتخابات الجمعية التشريعية للولاية عام 2014 على منافسه حزب مؤتمر يوفاجانا سراميكا ريثو [الإنجليزية]. أصبح نارا شاندرابابو نايدو [الإنجليزية] رئيس حزب تيلوغو ديسام رئيس وزراء الولاية في 8 يونيو 2014. بدأت حكومة ولاية أندرا براديش في عام 2017 بناء عاصمتها الجديدة أمارافاتي بعد حصولها على 33000 فدان من المزارعين. أما في انتخابات الجمعية التشريعية للولاية عام 2019 فقد اكتسحها حزب مؤتمر يوفاجانا سراميكا ريثو [الإنجليزية] وأصبح رئيسه واي إس جاغان موهان ريدي [الإنجليزية] رئيس وزراء الولاية في 30 مايو 2019. استحدث الأخير نظام "متطوعي القرية والجناح" وأعاد تنظيم الولاية إلى 26 منطقة. رغم فصل ولاية تلنغانة عنها منذ 2014 لم تحل القضايا المشتركة مثل تقسيم المؤسسات ومنظمات القطاع العام وتقسيم مياه الأنهار.

## الجغرافيا

خريطة ولاية أندرا برديش

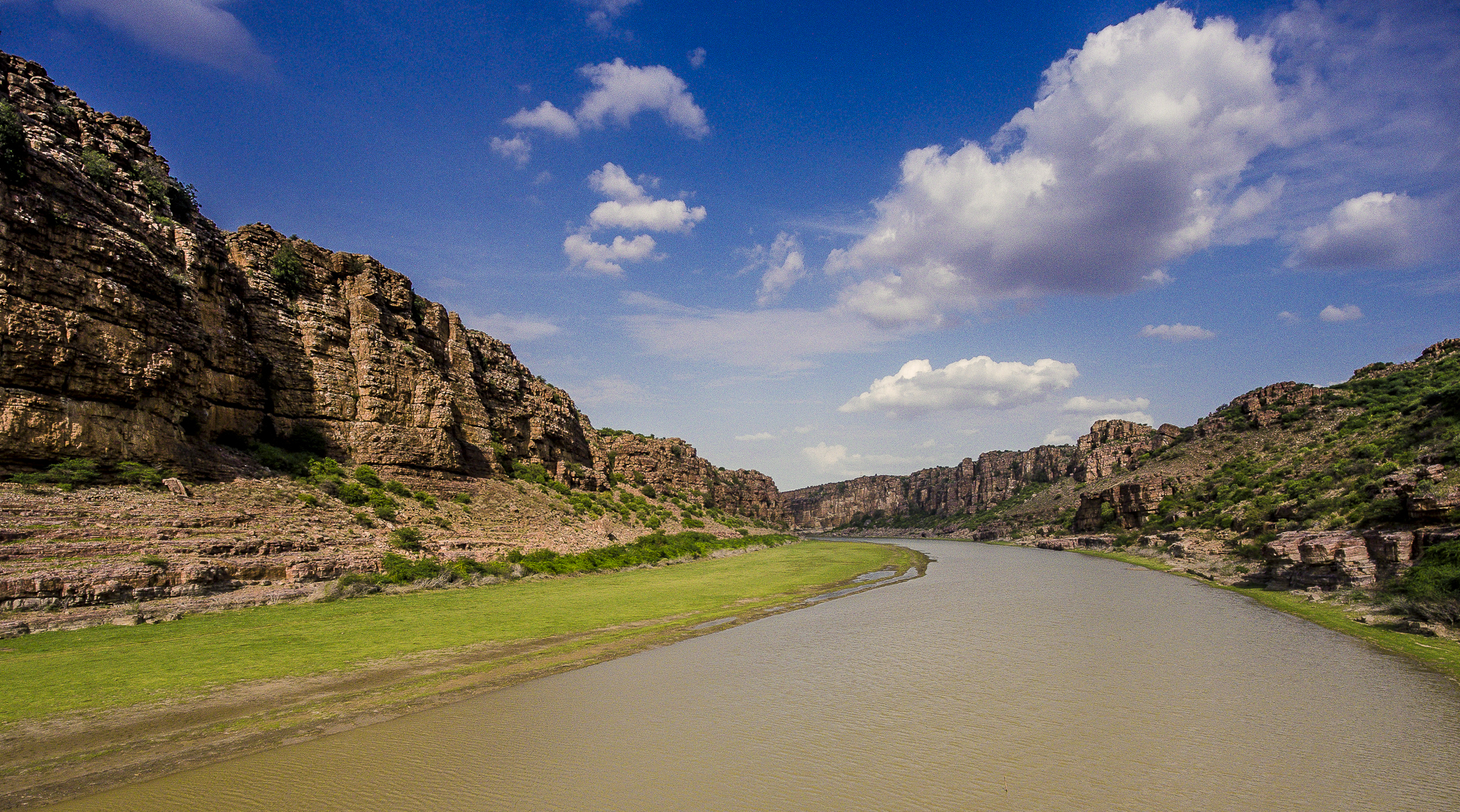
مضيق غانديكوتا

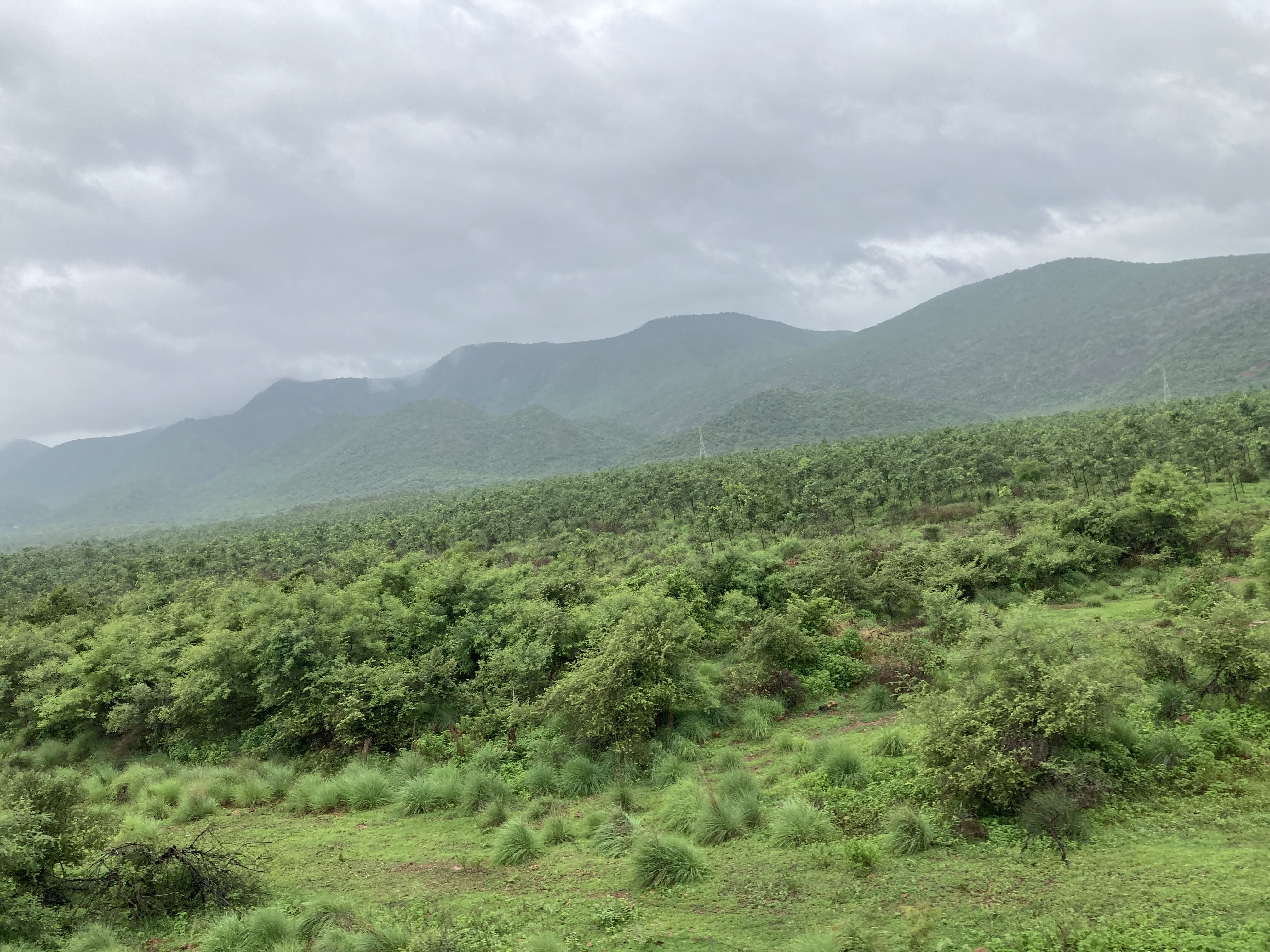
جبال الغات الشرقية بالقرب من كادابا

يحد أندرا برديش ولاية تلنغانة من الشمال والغرب وولايتي تشاتيسغار وأوديشا من الشمال وخليج البنغال من الشرق وولاية تاميل نادو من الجنوب وولاية كارناتاكا من الغرب. يوجد في الولاية في منطقة كاكينادا جيب منطقة يانام التابعة لإقليم بودوتشيري. طول ساحل الولاية حوالي 974 كيلومترًا (605 ميل) وهو ثاني أطول ساحل لولاية في البلاد.
تفصل جبال الغات الشرقية بين سهول الولاية المرتفعة وسهولها الساحلية وهي دلتا أنهار كريشنا وجودافاري وبينا. جبال الغات الشرقية متقطعة وتتضح أكثر في الجنوب وأقصى الشمال، وتتكون من سلسلة جبال بابيكوندا وسلسلة تلال سيمهاشال وتلال ياردا وتلال نالامالا وتلال بابي وتلال سيشاشالا وتلال هورسلي.

### النباتات والحيوانات
يصل إجمالي الغطاء الغابوي في الولاية إلى 29,784.3 كيلومتر مربع (11,499.8 ميل مربع) أي ما يعادل 18.28% من مساحة الولاية الإجمالية. تنتشر في منطقة جبال الغات الشرقية الغابات الاستوائية الكثيفة بينما تنتشر الشجيرات المتناثرة في السهول. أغلب الغطاء النباتي الموجود في الولاية من نوع الأشجار النفضية مثل أشجار الساج والهليلج والساسم ومجنحة الثمار والميشطة إلى أخره. ويوجد أيضا بعض النباتات النادرة مثل Cycas beddomei وصندلان وSyzygium alternifolium وPsilotum nudum. تبلغ مساحة غابات المنغروف 582 كم (225 ميل مربع) أي حوالي 9٪ من مساحة الغابات المحلية في الولاية.
تنوع الحياة البرية في الولاية بين وجود النمور والببر والدول والظباء السوداء والفهود والصمبر والسلاحف البحرية وعدد من الطيور والزواحف، ويساهم في هذا التنوع حوضي نهري جودافاري وكريشنا. يوجد بالولاية العديد من المحميات والمتنزهات الوطنية مثل محمية كورينجا للحياة البرية ومحمية ناجارجونساجار سريسايلام للنمور ومحمية كوليرو للطيور ومحمية نيلاباتو للطيور.

### الموارد المعدنية
تحتوي الولاية بتكويناتها الجيولوجية المتنوعة على مجموعة متنوعة من المعادن وأحجار البناء. فيوجد فيها أكبر رواسب الميكا في الهند وحوالي ثلث احتياطيات الحجر الجيري في الهند ورواسب كبيرة من الباريت والجرانيت. وفيها أكبر من اليورانيوم موجود في قرية تومالابالي في فيمولا ماندال في منطقة كادابا. ويوجد فيها رواب من المنغنيز والأسبست وخام الحديد وball clay والطين الحراري والذهب والغرافيت والدولوميت والمرو والتنجستن والفحم الحجري والفلسبار ورمل السيليكا واحتياطيات من النفط والغاز الطبيعي.

### المناخ
يختلف مناخ الولاية بشكل كبير حسب التضاريس، فتكون درجة الحرارة في السهل الساحلي أعلى عمومًا منها في بقية أنحاء الولاية التي تتراوح درجات الحرارة فيها بين 20 و 41 °م (68 و 106 °ف). تبدأ أشهر الصيف من مارس إلى يونيو، يبدأ موسم الأمطار من يوليو إلى سبتمبر وهو ناتج عن الرياح الموسمية الجنوبية الغربية. قد تهطل الأمطار في ساحل الولاية وجنوبها من أكتوبر إلى ديسمبر بسبب تشكل الأعاصير المدارية في خليج البنغال مع الرياح الموسمية الشمالية الشرقية. يبلغ متوسط هطول الأمطار بالولاية 966 مـم (38.0 بوصة) ولكن بلغ متوسط هطول الأمطار الفعلي 1,191 مـم (46.9 بوصة) من يونيو 2020 إلى مايو 2021. أما الشتاء فيبدأ في نوفمبر ويتنهي في فبراير. يخفف ساحل الولاية الطويل من برودة الشتاء ومتوسط درجة الحرارة فيه بشكل عام هو 12 إلى 30 °م (54 إلى 86 °ف). تُلقب لامباسينجي في منطقة فيساخاباتنام بـ كشمير ولاية أندرا برديش حيث تتراوح درجة حرارتها من 0 إلى 10 °م (32 إلى 50 °ف).

## السكان
لغات أندرا برديش (2011)
يبلغ عدد سكان ولاية أندرا برديش 49,577,103 نسمة بكثافة 304/كم2 (790/ميل مربع) في عام 2011. يسكن ما نسبته 70.53٪ من سكان الولاية في الريف و29.47٪ سكان حضر. يوجد في الولاية 17.08٪ من الشعوب المهمشة و5.53٪ من إجمالي عدد الشعوب المهمشة في الهند. يبلغ عدد الأطفال في الفئة العمرية 0-6 سنوات 5,222,384 أي 10.6٪ من إجمالي السكان منهم 2,686,453 فتى و2,535,931 فتاة. بينما يبلغ البالغون في الفئة العمرية 18-23 سنة 5,815,865 (2,921,284 من الذكور و2,894,581 من الإناث).
تبلغ نسبة الجنس في الولاية 997 أنثى لكل 1000 ذكر، وهو أعلى من المتوسط الوطني البالغ 926 لكل 1000. يبلغ معدل معرفة القراءة والكتابة في الولاية 67.35٪، أعلى نسب التعليم في مقاطعة غرب جودافاري السابقة بنسبة 74.32٪ وأدنها منطقة فيزياناغارام السابقة بنسبة 58.89٪. أندرا برديش هي الولاية 27 بين الولايات الهندية في درجة مؤشر التنمية البشرية (HDI) لعام 2018. اعتبارا من 1 يناير 2023 هناك 39,984,868 ناخبا (19,759,489 من الذكور و20,221,455 من الإناث و3,924 من الجنس الثالث). أكبر أعداد الناخبين في منطقة كرنول وهي 1,942,233 ناخبًا في حين أن أدنها في منطقة ألوري سيثاراما راجو البالغ 729,085 ناخب.
الأديان في أندرا برديش (2011)
اللغة التيلوغوية هي اللغة الرسمية الأولى والأردية هي اللغة الرسمية الثانية للولاية. التيلوغوية هي اللغة الأم لما يقرب من 90٪ من السكان. كانت الأردية التي يتحدث بها حوالي 6٪ من السكان لغة رسمية ثانية في خمسة عشر مقاطعة وأصبحت اللغة الرسمية الثانية في 17 يونيو 2022. يُتحدث باللغات التاميلية واللغة الكنادية ولغة الأوريا في المناطق الحدودية. يتحدث أيضا بلغات لامبادي وكويا وسافارا وكوندا وغادابا وعدد من اللغات الأخرى تتحدث بها القبائل المهمشة في الولاية. يمكن ل 19% من السكان فوق 12 سنة يمكنهم قراءة وفهم اللغة الإنجليزية وفقا لمسح مسح القراء الهنود [الإنجليزية] في الربع الرابع من 2019.
وفقا لتعداد عام 2011 أكبر ديانة بالولاية هي الهندوسية (90.89٪) ثم الإسلام (7.30٪) ثم المسيحية (1.38٪). تشمل بعض الوجهات الدينية الهندوسية الشهيرة: معبد تيروملا ڤنكاتيسوارا في تيروبتي ومعبد ملكارجنا في سريسيلم ومعبد كاناكا درگا في فجياوادا ومعبد ڤاراها لاكشمي ناراسيمها في سيمهاچلم. كما يزور العديد من البوذيين معابدهم في أمارافاتي وناگارچونا كوندا.

## الاقتصاد
قُدر حجم اقتصاد الولاية في عام 2022-2023 بمبلغ 1317728 كرور روبية هندية (220 مليار دولار أمريكي) زيادة عن تقدير عام 2021–2022 البالغ 1133837 كرور روبية هندية (190 مليار دولار أمريكي). تساهم الزراعة ب 36.19% من إجمالي الاقتصاد والصناعة بـ 23.36% والخدمات بـ 40.45%. سجلت الولاية نمو بنسبة 7.02٪ في عام 2011-2012 وهو أعلى من النمو الوطني البالغ 7٪ في نفس الفترة. يقدر نصيب الفرد من الناتج المحلي الإجمالي بـ 219518 روبية هندية (3٬600 دولار أمريكي). حققت الولاية المركز الرابع بشكل عام في تقرير الهند لأهداف التنمية المستدامة للعام 2020-2021، مع المركز الأول في الهدف السابع (الطاقة النظيفة الميسرة) والمرتبة الثانية في الهدف الرابع عشر (الحياة تحت الماء).
انخفض معدل الفقر في ولاية أندرا براديش إلى 4.2٪ في عام 2023 بعد أن كان 11.77٪ في عام 2015–2016 وذلك في تقرير نيتي آيوك. ويعتمد التقرير على المنهجية المستندة إلى المؤشر العالمي للفقر المتعدد الأبعاد والتي تشمل عشرة مؤشرات موزعة على ثلاثة مجالات رئيسية: الصحة والتعليم ومستوى المعيشة وعناصر إضافية مثل صحة الأم والحسابات المصرفية. أما بالنسبة للبطالة فيُقدّر معدل البطالة بين خريجي الجامعات في الولاية بنسبة 24٪ وذلك وفقًا للمسح الدوري للقوى العاملة للفترة من يوليو 2022 إلى يونيو 2023 وهو ثالث أعلى معدل في البلاد.

### الزراعة

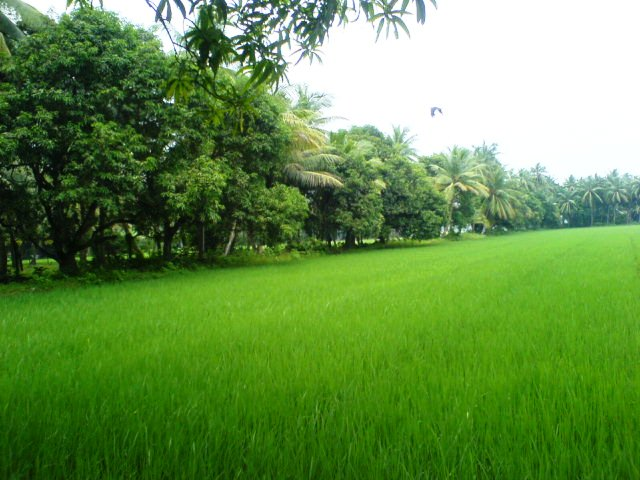
حقل أخضر بالولاية

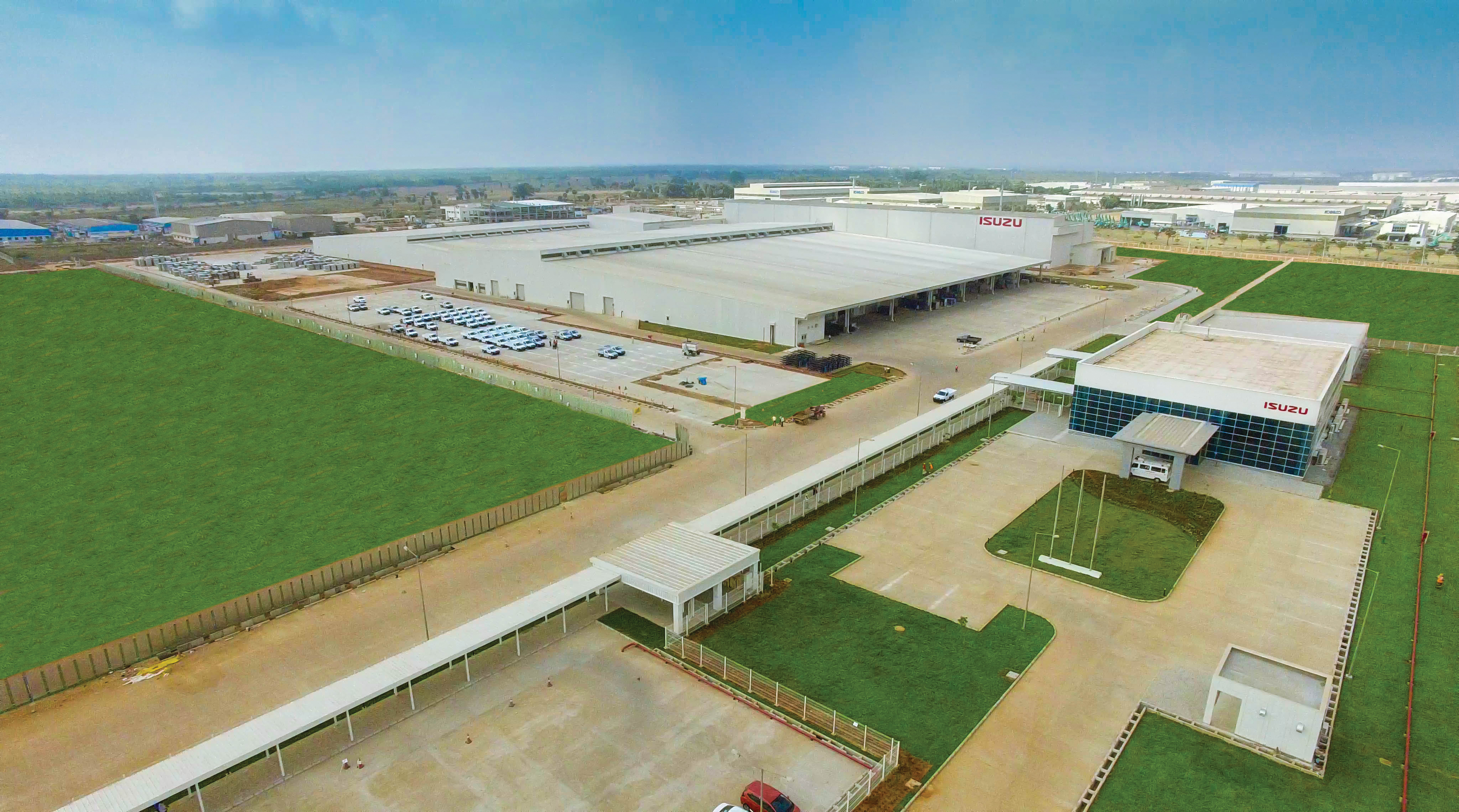
مصنع شركة إيسوزو موتورز الهند، مدينة سري

يقوم الاقتصاد الزراعي على الزراعة وتربية الماشية وتربية الدواجن وصيد الأسماك. يدعم القطاع الزراعي أربعة أنهار هي جودافاري وكريشنا وبينا وتونغابهادرا. يعمل نحو 62.17% من السكان في الزراعة والأنشطة المرتبطة بها في السنة المالية 2020–2021. الأرز هو المحصول الزراعي الرئيس في الولاية وغذاء سكانها الأساسي،  ويزرع السكان غيره  الذرة البيضاء والثيوم الأغبر والذرة والبقوليات بأنواعها والزيوت النباتية وقصب السكر والقطن والفلفل الحار والأنبج والتبغ. يوجد بالولاية ثلاث مناطق زراعية للتصدير هي: مقاطعة جيتور للخضروات ومقاطعة كريشنا للمانجو ومنطقة جونتور للفلفل الحار. وقد مُنح مانجو باناغانابالي المنتج في الولاية وضع المؤشر الجغرافي (GI) في عام 2017.
تنتج الولاية أكثر من 70% من إنتاج الجمبري في الهند، وساهمت أندرا براديش في عام 2022–2023 بنسبة 30٪ من إنتاج الأسماك في الهند وبنسبة 35٪ من صادرات البلاد من المأكولات البحرية.
أطلقت الحكومة في عام 2020 مراكز رايتو سيفا كيندرات  لتكون بمثابة مراكز خدمية شاملة تلبي احتياجات المزارعين من البذور وحتى البيع، مع دمج الخدمات المصرفية عبر مراسلين مصرفيين. وبلغ عدد هذه المراكز حتى عام 2023 نحو 10,778 مركزًا. أُقر قانون تمليك الأراضي في أندرا براديش في عام 2023 الذي يهدف إلى التحول من نظام الملكية القائم على وثائق الحيازة أو التسجيل أو الميراث، إلى نظام ملكية نهائية تتولى الحكومة فيه دور الضامن. وقد جرى مسح الأراضي في 6,000 قرية باستخدام طائرات مسيّرة، وأصدرت شهادات ملكية مرفقة بإحداثيات جغرافية. ويوفر هذا القانون فوائد تشمل الحد من النزاعات العقارية وتسهيل عمليات الاستحواذ على الأراضي للمشروعات العامة. غير أن حكومة تحالف التجمع الوطني الديمقراطي (NDA) التي تولت السلطة مؤخرًا بقيادة حزب تيلوغو ديسام (TDP) قررت إلغاء هذا القانون بسبب وجود مخالفات وانحراف عن مشروع القانون المركزي في رأيها.

قدّرت لجنة التنمية الزراعية الشاملة والمستدامة في الولاية برئاسة البروفيسور ر. راداكريشنا عدد المزارعين المستأجرين في عام 2014 بنحو 24.25 لكح (أي 2.425 مليون) من بينهم 6.29 لكح لا يمتلكون أي أراضٍ. يقدر أن الولاية فيه 60.73 لكح هكتار مزروعة يزرع 27.15 لكح هكتار منها (أي نحو 44٪) بواسطة مزارعين مستأجرين. قدّرت الإدارات في عام 2021 عدد المزارعين المستأجرين بنحو 16 لكح. أُقر قانون حقوق مزارعي المحاصيل في عام 2019 لخدمة هؤلاء، إلا أن بيانات عام 2022 تشير إلى أن 26٪ فقط من المستأجرين حصلوا على بطاقات القانون أو كانوا مؤهلين للحصول على قروض.

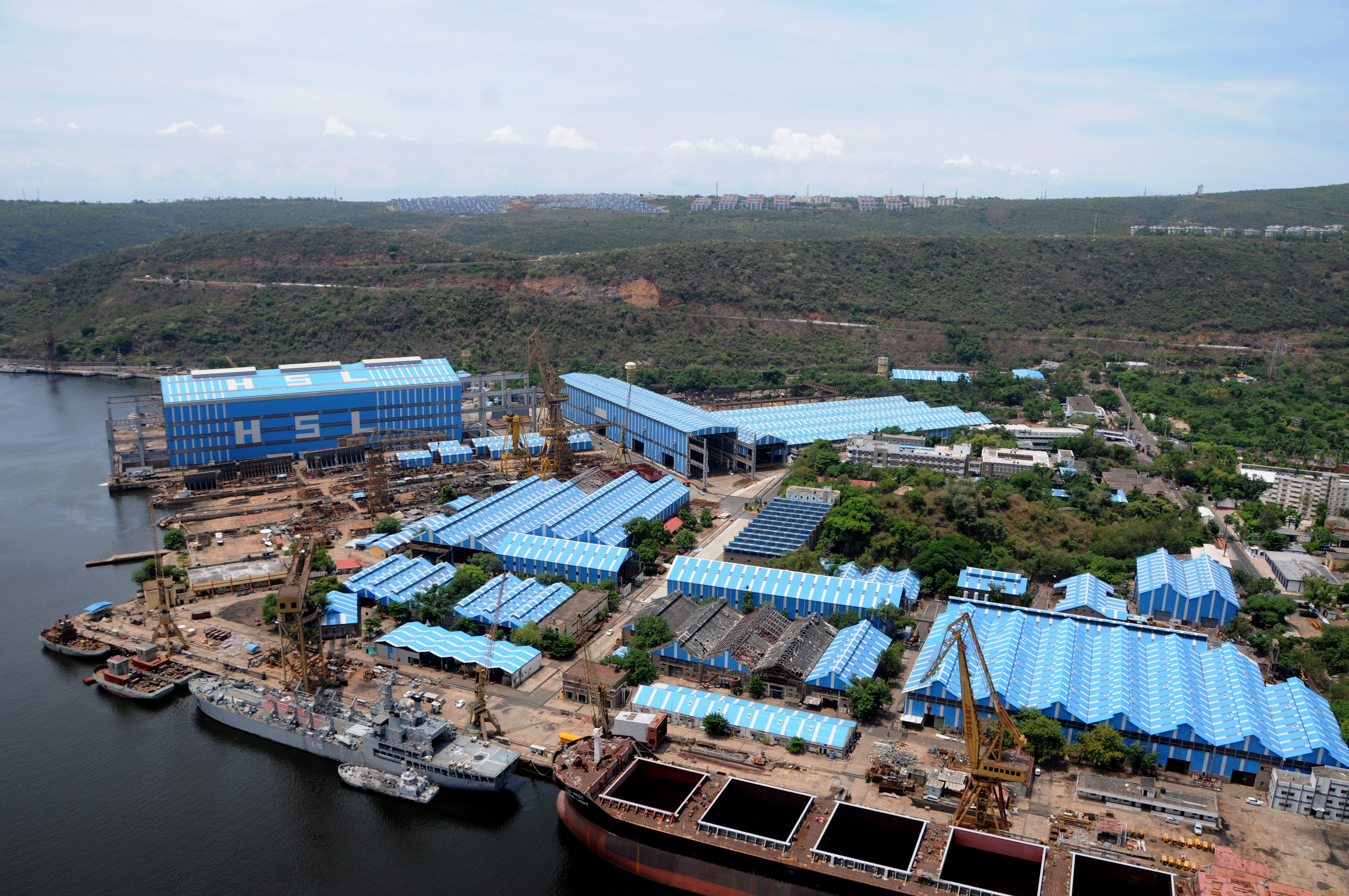
حوض لشركة هندوستان لبناء السفن المحدودة (HSL)، فيساخاباتنام

### الصناعات
ذكر المسح السنوي للصناعات 2019-2020 أن عدد المصانع بالولاية 12,582 مصنع يعمل بها 681,224 موظف. بالولاية أربع قطاعات صناعية رئيسة هي المنتجات الغذائية (25.48٪) والمواد غير المعدنية (11.26٪) والمنسوجات (9.35٪) والأدوية (8.68٪). تبلغ إجمالي القيمة الإضافية [الإنجليزية] التي يساهم بها القطاع الصناعي 55,035 كرور روبية (6.9 مليار دولار أمريكي) نسبة المنتجات الغذائية منها (18.95%)، والأدوية (17.01%)، والمعادن غير الفلزية (16.25%). تتركز الصناعات في فيساخاباتنام ومقاطعة جيتور ومقاطعة كريشنا.
تتركز شركة هندوستان لبناء السفن المحدودة التي تديرها وزارة الدفاع بالولاية وهي صانعت أول سفينة هندية في عام 1948. يوجد بالولاية مدينة سري التجارية المتكاملة، الواقعة في منطقة تيروباتي، والتي تضم العديد من الشركات متعددة الجنسيات. بالولاية 36 شركة في مجال السيارات مثل أشوك ليلاند وهيرو موتورز وإيسوزو موتورز الهند وكيا موتورز. وتشكل السيارات 10% من صادرات الهند.
ساهم قطاع التعدين بمبلغ 3390 كرور روبية هندية (560 مليون دولار أمريكي) في إيرادات الولاية خلال الفترة 2021-2022. اعتبارًا من أبريل 2023 تستخرج Ravva Block ‏ ما يقرب من 311 مليون برميل من النفط الخام و385 مليار قدم مكعب من الغاز الطبيعي منذ مارس 1994. تنتج الولاية 2.7% من النفط الخام في الهند. و809 مليون متر مكعب من الغاز الطبيعي أي 2.4% من الإنتاج الهندي.  هناك 190 منظمة علمية وتكنولوجية في ولاية أندرا براديش منها 12 مختبرا مركزيا ومؤسسة بحثية. بها مركز ساتيش داوان للفضاء في جزيرة سريهاريكوتا الحاجز في منطقة تيروباتي، وهو محطة إطلاق الأقمار الصناعية الرئيسية التي تديرها منظمة أبحاث الفضاء الهندية.

### الخدمات
سجل قطاع التجارة والفنادق والمطاعم معدل نمو بنسبة 16.64٪ والإدارة العامة معدل نمو بنسبة 4.24٪ للعام 2022-23 بأسعار ثابتة 2011-12 بين فئة الخدمات. وصلت قيمة صادرات تقانة المعلومات من الولاية 926 كرور روبية هندية (150 مليون دولار أمريكي) في 2021-2022 أي 0.14% من صادرات تقانة المعلومات من الهند. وتحتل الولاية المرتبة الثالثة في السياحية الداخلية لعام 2021 والتي بلغت 93.2 مليون سائح محلي أي ما يعادل 13.8% من إجمالي السياح المحليين في الهند، أغلب السياحة بالولاية تكون لزيارة المعابد في تيروباتي وفيجاياوادا وسريسايلام.

## الحكومة والسياسة

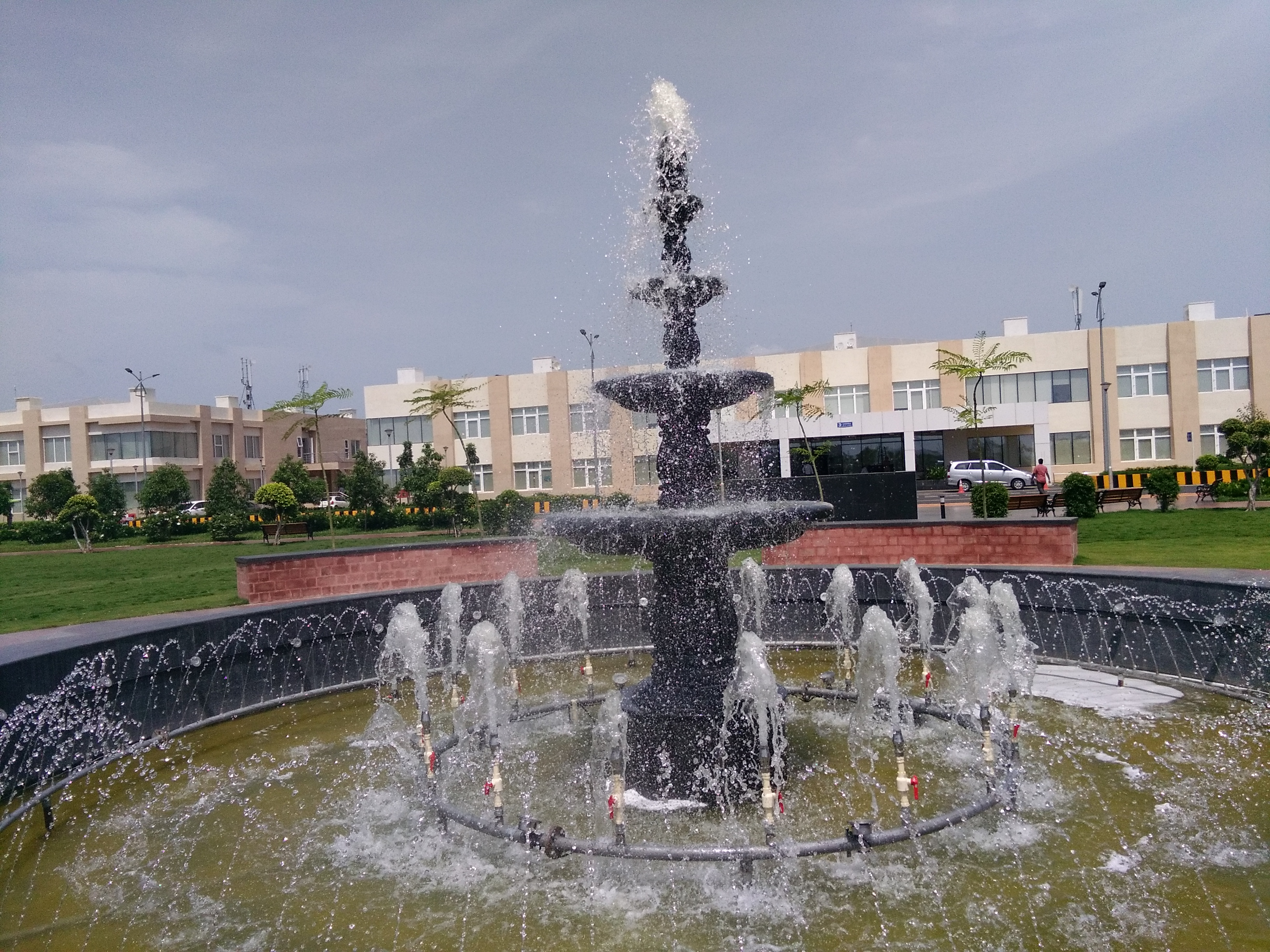
مباني الأمانة العامة الذي به الجمعية التشريعية، أمارافاتي

يتكون المجلس التشريعي للولاية من 175 عضوًا، والمجلس التشريعي من 58 عضوًا. في برلمان الهند، للولاية 11 مقعدًا في راجيا سابها و25 مقعدًا في لوك سابها في البرلمان الهندي. هناك إجمالي 175 دائرة انتخابية في الولاية.
وصل إجمالي إيرادات حكومة ولاية أندرا براديش إلى 2.05 لك كرور روبية هندية (34 مليار دولار أمريكي) في فترة 2021-2022، منها 53284 كرور روبية هندية (8٫8 مليار دولار أمريكي) من القروض. بلغت إيرادات ضرائب الولاية 70979 كرور روبية هندية (12 مليار دولار أمريكي). المصادر الثلاثة الأولى للإيرادات غير الضريبية هي ضريبة السلع والخدمات (23809 كرور روبية هندية (4٫0 مليار دولار أمريكي) وضريبة القيمة المضافة 20808 كرور روبية هندية (3٫5 مليار دولار أمريكي) وضريبة الإنتاج 14703 كرور روبية هندية (2٫4 مليار دولار أمريكي). تأتي أغلب الإيردات الحكومية من فيساخاباتنام وفيجاياوادا وجونتور وتيروباتي.
بلغ إجمالي إنفاق الحكومة 1,91,594 كرور روبية منها 13,920 كرور روبية للسداد الديون. بلغ العجز المالي للولاية 25.013 كرور روبية وهو ما يمثل 2.1% من الناتج المحلي الإجمالي. صرفت الولاية 25.796 كرور روبية في التعليم، و10.852 كرور روبية في الطاقة، و7.027 كرور روبية في الري. بلغ الدين المستحق 3.89 ألف كرور روبية، بزيادة قدرها 40,000 كرور روبية تقريبًا مقارنة بالعام السابق.

### التقسيم الإداري
تنقسم ولاية أندرا برديش إلى منطقتين هما كوستاندرا [الإنجليزية] (أندرا الساحلية) ورايالاسيما [الإنجليزية]. تضاف إليهما أحيانا شمال منطقة كوستاندرا باسم أوتاراندرا [الإنجليزية].

#### المقاطعات
تنقسم الولاية إلى 26 مقاطعة 6 منها تتبع أوتاراندرا و12 مقاطعات تتبع كوستاندرا و8 مقاطعات تتبع رايالاسيما، وتنقسم المقاطعات إلى 679 مندل وتنقسم هي إلى 13,324 وحدة قروية. يوجد في الولاية 76 شعبة للإيرادات.
أوتاراندرا:
1. Alluri Sitharama Raju  [لغات أخرى]‏
2. Anakapalli
3. Parvathipuram Manyam  [لغات أخرى]‏
4. مقاطعة سريكاكولام  [لغات أخرى]‏
5. Visakhapatnam
6. Vizianagaram

كوستاندرا:
1. Bapatla

مقاطعات ولاية أندرا برديش

2. Dr. B.R. Ambedkar Konaseema  [لغات أخرى]‏
3. شرق جودافارى
4. Eluru
5. مقاطعة غنتور  [لغات أخرى]‏
6. Kakinada
7. كريشنا
8. NTR
9. Palnadu
10. براكاسام
11. منطقة نيلور  [لغات أخرى]‏
12. غرب جودافاري

رايالاسيما:
1. اننت بور
2. Annamayya
3. مقاطعة جيتور
4. كادابا
5. منطقة كرنول
6. Nandyal
7. Sri Sathya Sai  [لغات أخرى]‏
8. Tirupati

#### المدن
هناك 123 هيئة محلية حضرية بالولاية، تضم 17 مؤسسة بلدية و79 بلدية و27 ناجار بانشياتس. يبلغ عدد سكان الحضر 14.9 مليون نسمة حسب تعداد عام 2011. هناك مدينتان يزيد عدد سكانهما عن مليون نسمة هما فيساخاباتنام وفيجاياوادا.
| المدينة      | تعداد السكان (2011) |
| ------------ | ------------------- |
| فيساخاباتنام | 1,728,128           |
| فيجاياوادا   | 1,476,931           |
| جونتور       | 743,354             |
| نيلور        | 558,548             |
| كرنول        | 484,327             |
| راجا ماهندري | 560,756             |
| تيروباتي     | 461,900             |
| كاكينادا     | 443,028             |
| Kadapa       | 344,893             |
| انانتابور    | 340,613             |

## البنية التحتية

### النقل

#### الطرق
يوجد بالولاية شبكة طرق رئيسية طولها 47,244.83 كـم (29,356.58 ميل) منها 8,163.72 كـم (5,072.70 ميل) من الطرق السريعة الوطنية و12,595.60 كـم (7,826.54 ميل) من الطرق السريعة بالولاية و26,485.51 كـم (16,457.33 ميل) من الطرق الرئيسية في المناطق. يمر بولاية الطريق الوطني السريع 16 [الإنجليزية] الذي طوله 1,000 كـم (620 ميل) في الولاية، هي جزء من مشروع المربع الذهبي [الإنجليزية] الذي ينفذه المشروع الوطني لتطوير الطرق السريعة.
بالولاية 1.828 مليون مركبة مسجلة و13.7 مليون مركبة ليست للنقل. من المركبات المسجلة 0.98 مليون عربة بضائع تشكل 53.61% و0.66 مليون عربة ريكشا تشكل 36.21% و0.109 مليون سيارة أجرة بنسبة 5.96%. وفي فئة المركبات الغير مخصصة للنقل منها 12.2 مليون دراجة نارية تشكل 89.5% و1.067 مليون دراجة رباعية الدفع تشكل 7.29%. يجري حاليًا إنشاء معهد تدريب للسائقين في دارسي ومنطقة براكسام ودون ومنطقة نانديال بالشراكة مع ماروتي سوزوكي وأشوك ليلاند.
تشارك شركة ولاية أندرا براديش للنقل البري المملوكة لحكومة الولاية في خدمة النقل بالحافلات العامة، قوام الشركة 11,098 حافلة وعدد موظفيها 49,544. تقطع حافلاتها مسافة 1.11 مليار كيلومتر وتخدم 3.68 مليون مسافر يوميًا. محطة حافلات بانديت نهرو في فيجاياوادا هي ثاني أكبر محطة للحافلات في آسيا.

#### السكة الحديد
تمتلك ولاية أندرا براديش سكة حديدية طولها 3,969 كـم (2,466 ميل). وكثافتها 24.36 كيلومترًا لكل 1000 كيلومتر مربع. تقع شبكة السكك الحديدية في ولاية أندرا براديش ضمن مناطق منطقة السكة الحديدية المركزية الجنوبية ‏ ومنطقة سكة حديد الساحل الشرقي ‏ ومنطقة السكة الحديدية الجنوبية الغربية ‏. أنشئ 350 كيلومترًا من الخطوط الجديدة في فترة 2014-2022 بمعدل 44 كيلومتر سنويًا في الجزء من الولاية الواقع في منطقة السكك الحديدية المركزية الجنوبية. توجد ثلاث محطات للسكك الحديدية من الفئة A1 و23 A في الولاية في عام 2017. كانت محطة فيساخاباتنام أنظف محطة سكة حديد في البلاد في عام 2018. تعد محطة سكة الحديد شيميليجودا هي أعلى محطة سكة حديد ذات مقياس عريض في البلاد. أعلن في عام 2019 عن إنشاء منطقة سكك حديدية جديدة تسمى منطقة سكك حديد الساحل الجنوبي (SCoR)، ومقرها الرئيسي في فيساخاباتنام، ولكن حتى مايو 2023 لم تنفذ بعد.

#### المطارات
بالولاية ثلاثة مطارات دولية هي مطار فيساخاباتنام ومطار فيجاياوادا ومطار تيروباتي، وثلاثة مطارات محلية وهي مطار راجاهموندري ومطار كادابا ومطار كورنول. يوجد مطار مملوك للقطاع الخاص لرحلات الطوارئ والرحلات الجوية المستأجرة في بوتابارثي. يبنى مطار بوغابورام الدولي بميزانية قدرها 4,750 كرور روبية على مساحة 2,300 فدان بالقرب من فيساخاباتنام، ويتوقع أن يكتمل في عام 2025. شهدت ولاية أندرا براديش زيادة بنسبة 60٪ في حركة الركاب الجوية المحلية بعدد 24.74 لكح زائر في مطاراتها الخمسة خلال السنة المالية 2021-22 (حتى يناير 2022) مقارنة ب 15.48 لكح في نفس الفترة من السنة المالية السابقة.

#### الموانئ

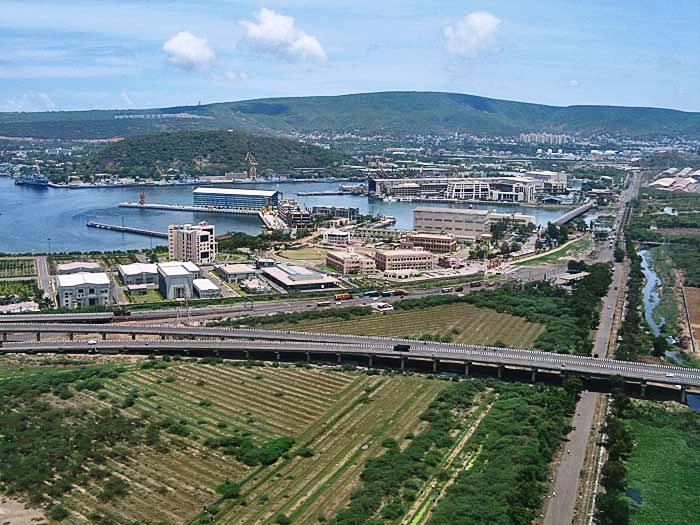
ميناء فيساخاباتنام

يوجد بالولاية ميناء رئيسي واحد في فيساخاباتنام تديره الحكومة المركزية و15 ميناء أخر منهم ثلاثة تديرهم حكومة الولاية. الموانئ الشهيرة الأخرى هي ميناء كريشناباتنام وميناء جانجافارام وميناء كاكينادا وميناء جانجافارام وهو ميناء بحري عميق يمكنه استيعاب سفن المحيطات التي تصل سعتها إلى 200.000-250.000 طن ساكن.

### الاتصالات
تتولى شركة AP statewide area network توصيل المقرات الحكومية بالإنترنت من خلال 2164 مكتبًا في 668 موقعًا تصل إلى مقرات المنادل. تقوم شركة Bharat Sanchar Nigam Limited وشبكة المعرفة الوطنية بربط مقر المنطقة بمقر الولاية بنطاق يبلغ 34 ميجابت/ثانية، يرتبط مقر المندل بنطاق يبلغ 8 ميجابت/ثانية.
تدير شركة Andhra Pradesh State FiberNet Limited شبكة ألياف ضوئية، توفر اتصال الإنترنت والاتصال الهاتفي وآي بي تي في للمستخدمين من القطاع الخاص والشركات في ولاية أندرا براديش.

### إمداد المياه
يوجد بالولاية 40 نهراً رئيسياً ومتوسطاً و40 ألف مصدر صغير للري. الأنهار الرئيسية هي أنهار جودافاري وكريشنا وبينا. إجمالي المساحة الصالحة للزراعة بالولاية 19.904 مليون فدان، تروي مشاريع الري الكبرى والمتوسطة والصغرى 10.311 مليون فدان منها. تبني الولاية حاليا عدة مشاريع للري مثل سد بولافارام [الإنجليزية] وهو مشروع ري متعدد الأغراض، لكنه تأخر بسبب تضرره من فيضانات 2022. ومشروع فيليغوندا [الإنجليزية] الذي كان من المخطط تشغيله في سبتمبر 2023 ولكن حتى يناير 2024 لم ينتهى إلا من فتحات السد.

### الطاقة

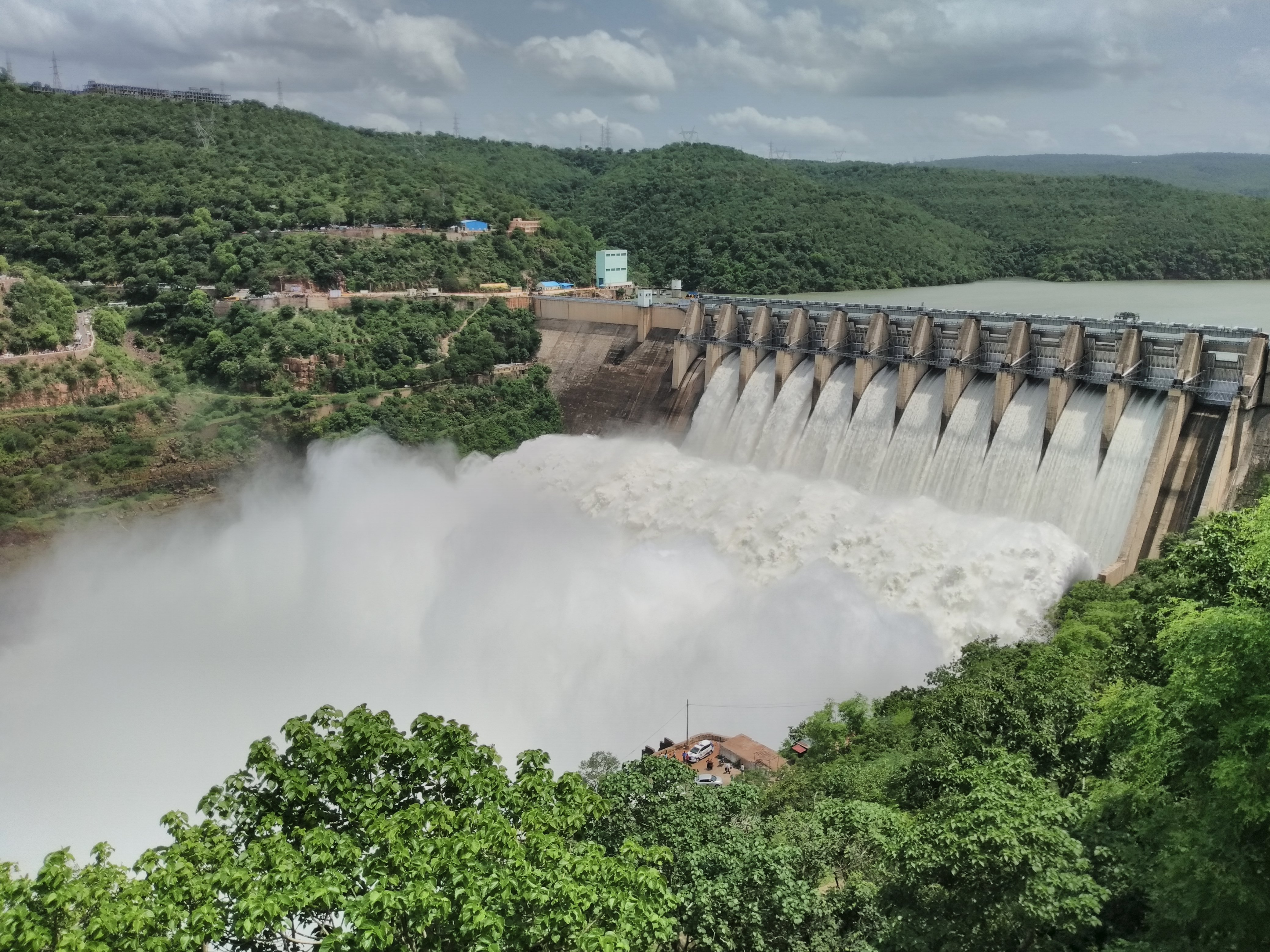
مشروع سريسايلام للطاقة الكهرمائية

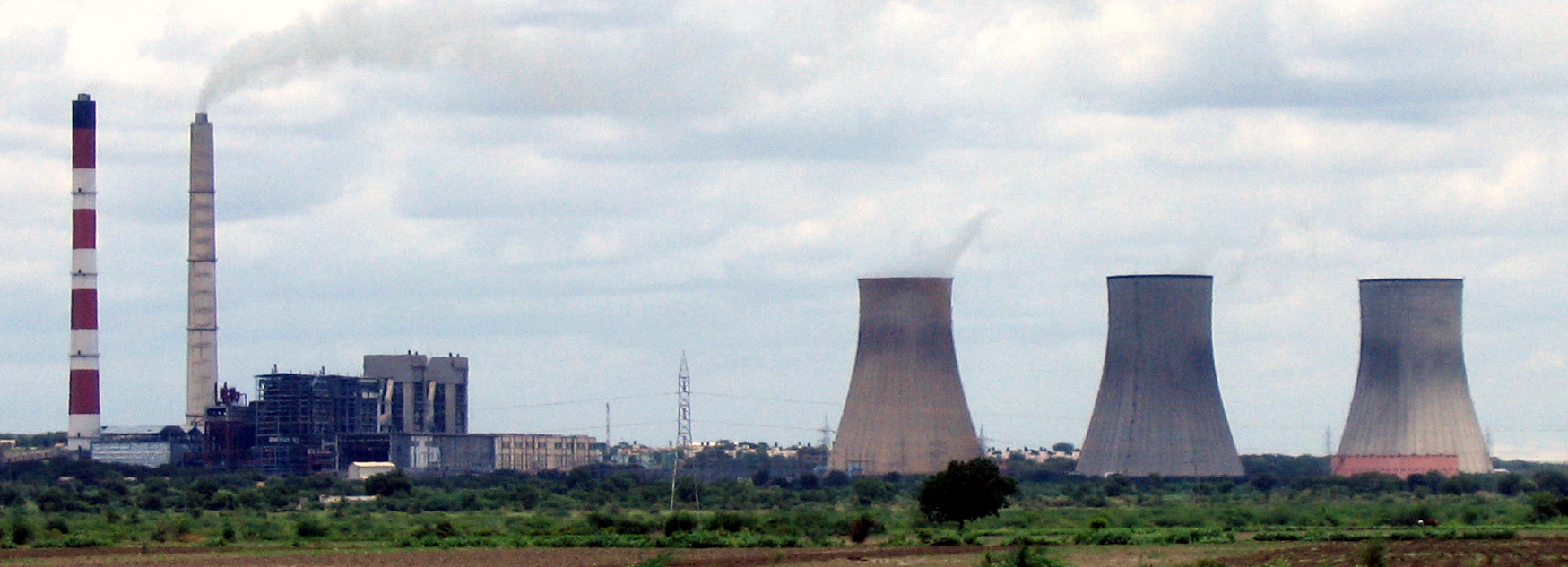
محطة الرايالاسيما للطاقة الحرارية

توفر محطات الطاقة الحرارية والكهرمائية والمتجددة أغلب طاقة الولاية فتنتج محطات توليد القطاع العام التابعة للولاية 7,245 ميجاوات، بينما ينتج القطاع الخاص 9,370 ميجاوات، بإجمالي 16,615 ميجاوات. وصل الطلب على الطاقة ذروته في 2021-2022 فبلغ 12,032 ميجاوات، وكان نصيب الفرد من الاستهلاك 1285 كيلوواط/ساعة.

### الرعاية الصحية
تنفق الولاية 7.3% من ميزانيتها على الرعاية الصحية زيادة عن المتوسط العام في البلاد الذي يتراوح بين 4 إلى 4.5%. يوجد بها 108 خدمة طوارئ سريعة تنقل المرضى إلى اأقرب منشأة صحية قريبة منهم. وتقدم 104 خدمة صحية الرعاية الصحية في القرى عن طريق الوحدات الطبية المتنقلة التي تزور القرى مرة واحدة على الأقل شهريا.
تقدم الولاية برنامج Arogyasri الذي يغطى الرعاية الصحية لكل الأسر الفقيرة بحد أقصى 500000 روبية هندية (8٬300 دولار أمريكي) للفرد. ارتفع عدد المستخدمين لبرنامج الرعاية الصحية اسميًا خلال فترة 2014-2018 ولكن فعليًا انخفضت تكلفة الرعاية بسبب التضخم. يدل انخفض معدل الوفيات بقوة إلى تحسن شبكة الرعاية الصحية.

## التعليم
توفر المدارس الحكومية والخاصة التعليم الابتدائي والثانوي لسكان الولاية. تدير الحكومة الهندية العديد من المدارس الداخلية. ذكر تقرير معلومات الطفل ومعلومات المدرسة (2018-19) وجود 7,041,568 طالب في الولاية مسجلين في 62,063 مدرسة. منهم 605,052 طالب امتحنوا امتحان الثانوية العامة في أبريل 2023، وبلغت نسبة النجاح الإجمالية 72.26%، بواقع 100% في 933 مدرسة. و379,758 طالبًا امتحنوا امتحانات الصف الثاني المتوسط في الفترة من مارس إلى أبريل 2023 نجح منهم 272.001 مرشحاً بنسبة 71%.
بدأت الولاية تحسين التعليم في عام 2020 وأنشئت ستة أنواع من المدارس: مدارس ما قبل الابتدائي والمدارس التأسيسية (ما قبل الابتدائي - الصف الثاني) والمدرسة التأسيسية بلس (ما قبل الابتدائي - الصف الخامس) والمدرسة ما قبل الثانوية (الصف الثالث - الصف السابع/الثامن) والثانوية (الصف الثالث - الصف العاشر) والمدرسة الثانوية بلس (الصف الثالث - الصف الثاني عشر). بدأ التعليم المتوسط باللغة الإنجليزية في جميع المدارس الحكومية في العام الدراسي 2020-2021 ومن المتوقع أن يكتمل التحول في كل المدارس في العام 2024-2025. انضمت 1000 مدرسة حكومية إلى المبادرة في الأعوام 2022-23 في البداية واعتمد نظام الكتب المدرسية ثنائي اللغة لتسهيل التعليم باللغة الإنجليزية. تمضي حكومة الولاية قدمًا في استخدام اللغة الإنجليزية بناءً على استطلاع آراء الآباء على وجود العديد من الاحتجاجات والقضايا على هذه الخطوة. يمول هذه الخطوة جزئيًا قرض من البنك الدولي بقيمة 250 مليون دولار للفترة 2021-2026 باسم دعم تحويل التعلم في ولاية أندرا.
كان هناك 510 معهد للتدريب الصناعي في العام 2020-2021 في الولاية منها 82 حكومية و417 خاصة. وصل عدد مقعدها إلى 93,280 مقعد في عام 2021 المستخدم منها 48.90% منها. أكمل 10,053 طالب تعليهم في هذه المعاهد في عام 2020. يوجد بالولاية 169 كلية تدعمها الحكومة و55 كلية خاصة تدعمها الولاية و66 كلية حكومية و48 كلية خاصة و85 كلية فنون تطبيقية تدعمها الحكومة و175 كلية خاصة للفنون التطبيقية يبلغ عدد طلابهم. ينظم مجلس ولاية أندرا بدريش للتعليم العالي اختبارات قبول مختلفة لمختلف. أنشئت مؤسسة تنمية المهارات الحكومية في ولاية أندرا بدريش لدعم تنمية المهارات وضمان كفاءة المتعلمين.
يوجد 36 جامعة منها 3 جامعات مركزية و23 جامعة حكومية و6 جامعات حكومية خاصة و4 جامعة قيد الاعتراف. أقدمها هي جامعة أندرا التي أسست عام 1926. أنشأت الحكومة جامعة راجيف غاندي لتقنيات المعرفة (RGUKT) في الولاية في عام 2008 لتلبية الاحتياجات التعليمية للشباب الريفي في الهند. تعاني الجامعات العامة وأيضا الجامعات القديمة مثل أندرا وسري فينكاتيسوارا وناجارجونا، من أزمة مالية شديدة ونقص في الموظفين. تبلغ نسبة الالتحاق الإجمالية (GER) في التعليم العالي للفئة العمرية 18-23 عامًا للولاية 35.2% للعام 2019-2020 وهو على أمن متوسطة الدولة البالغ 27.1%. ويبلغ مؤشر المساوة بين الجنسين 35.3 بالنسبة للإناث و38.2 بالنسبة للذكور.
حصلت جامعة مؤسسة كونيرو لاكشميا التعليمية على المركز 50 وحصلت جامعة أندرا في فيساخاباتنام على المركز 76 في تصنيف المعهد الوطني (NIRF) التابع لوزارة التعليم الاتحادية في عام 2023. الذي شاركت فيه 2478 مؤسسة منها 242 مؤسسة حكومية. يوجد في ولاية أندرا براديش 2510 مكتبة عامة منها 4 مكتبات إقليمية و13 مكتبة مركزية في المقاطعات تديرها الحكومة. بسبب فقدان المكتبات جاذبيتها مع انتشار الإنترنت تخطط الحكومة لتطوير المكتبات الرقمية ونشر الفكرة في القرى.

## العلوم والتكنولوجيا

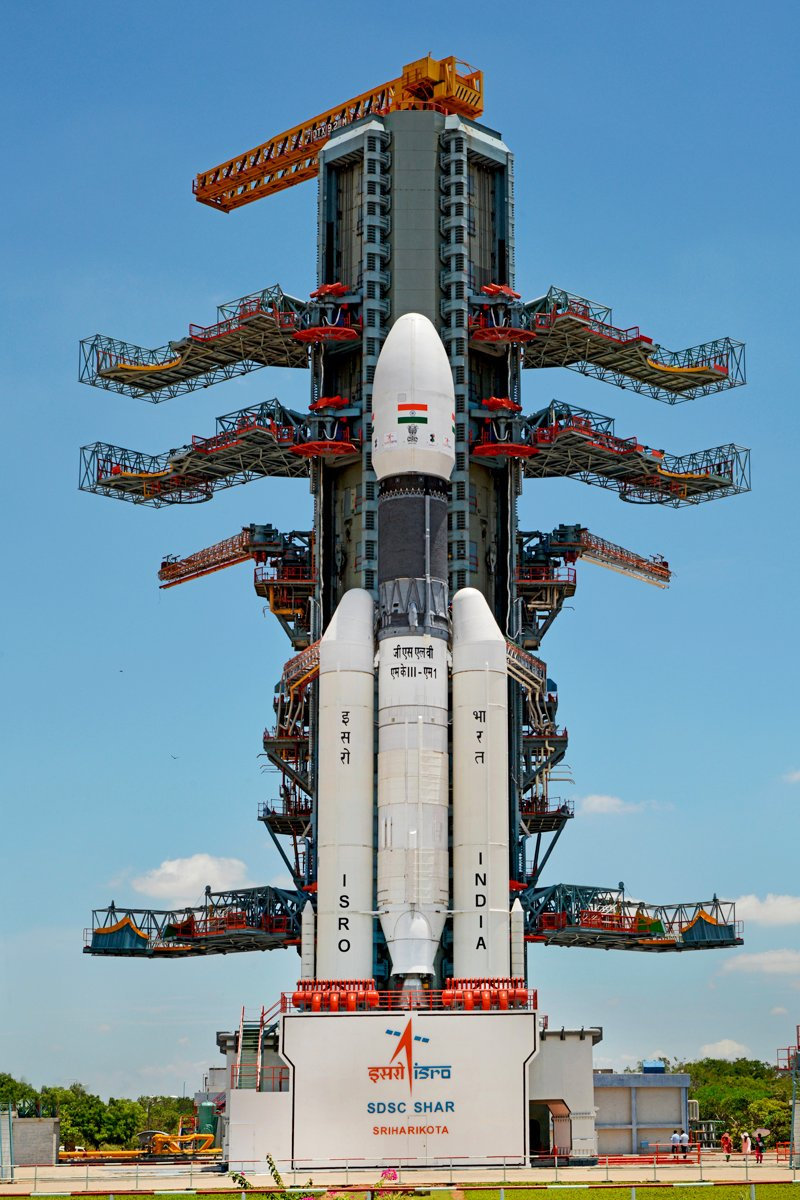
إطلاق صاروخ شاندرايان 2 من مركز ساتيش داوان الفضائي

هناك 190 منظمة للعلوم والتكنولوجيا في ولاية أندرا برديش منها 12 مختبر مركزي ومؤسسة بحثية اعتبارا من 20 يونيو 2023. يوجد في الولاية مركز ساتيش داوان الفضائي (SDSC) في سريهاريكوتا في منطقة تيروباتي، هو محطة إطلاق أقمار صناعية تديرها منظمة أبحاث الفضاء الهندية، وهو موقع الإطلاق الرئيسي للأقمار المدارية في الهند. أطلقت مركبة شاندرايان 1 من المركز في 22 أكتوبر 2008.
من علماء الولاية يلابراجادا سوبارو عالم الكيمياء الحيوية مكتشف وظيفة أدينوسين ثلاثي الفوسفات (ATP) في أنه مصدر للطاقة في الخلية ومطور أدوية للسرطان وداء الفيل. والمهندس الكيميائي يلافارثي نايوداما المدير العام لمجلس البحوث العلمية والصناعية. وعالم الرياضيات والإحصائي سي آر راو الذي أثر عمله في الإحصاء على مختلف العلوم.

## الإعلام
كان بالولاية 5798 صحيفة ودورية مسجلة في عامي 2020-21، وهي كالآتي 1645 مجلة يومية و817 أسبوعية و2431 مجلة شهرية و623 مجلة نصف شهرية. منها 787 صحيفة يومية تيلوغوية بيع منها 9,911,005 نسخة، و103 صحيفة يومية إنجليزية بيع منها 1,646,453 نسخة. أشهر صحف الولاية هي صحف إينادو وساكشي وأندرا جيوثي وكلها صحف يومية تيلوغوية. غالبا ما تتحيز وسائل الإعلام الإخبارية الخاصة للأحزاب السياسية الرئيسة بالولاية. أطلقت شبكة بي بي سي قناة بي بي سي التيلجو نيوز في 2 أكتوبر 2017.
كان هناك 45 قناة تديرها إدارة الإعلام والعلاقات العامة في ولاية أندرا برديش وهي مقسمة 10 قنوات ترفيهية عامة و23 قناة إخبارية وقناتان صحيتان و6 قنوات دينية وقناتان أخريان وقناتان عبر الكابل.

## السياحة
تشمل بعض الوجهات الدينية الشهيرة بالولاية معبد تيرومالا فينكاتيسوارا في تيروباتي ومعبد سريكالاهاستي ومعبد فاراها لاكشمي ناراسيمها في سيمهاشالام ومسجد شاهي جاميا في أدوني وكنيسة جونادالا في فيجاياوادا والمزارات البوذية في أمارافاتي وناغارجونا كوندا. يعد معبد تيرومالا فينكاتيسوارا هو المعبد الهندوسي الأكثر زيارة في العالم، حيث يصل عدد زواره إلى قرابة 30,000-40,000 زائر يوميًا وحوالي 75,000 زائر في ليلة رأس السنة الجديدة. بالمنطقة مجموعة متنوعة من مراكز الجذب الأخرى مثل بانشاراما كشيتراس وماليكارجونا جيوترلينجا ومعبد كاناكا دورجا ومعبد كوداندا راما.
يوجد بالولاية عدة شواطئ على سواحلها مثل روشيكوندا وميبادو وسوريالانكا وغيرها؛ وكهوف مثل كهوف بورا؛ وكهوف أوندافالي التي تمثل العمارة الهندية المنحوتة في الصخر. و الوديان والتلال مثل وادي أراكو وهورسلي هيلز وبابي هيلز وجانديكوتا.

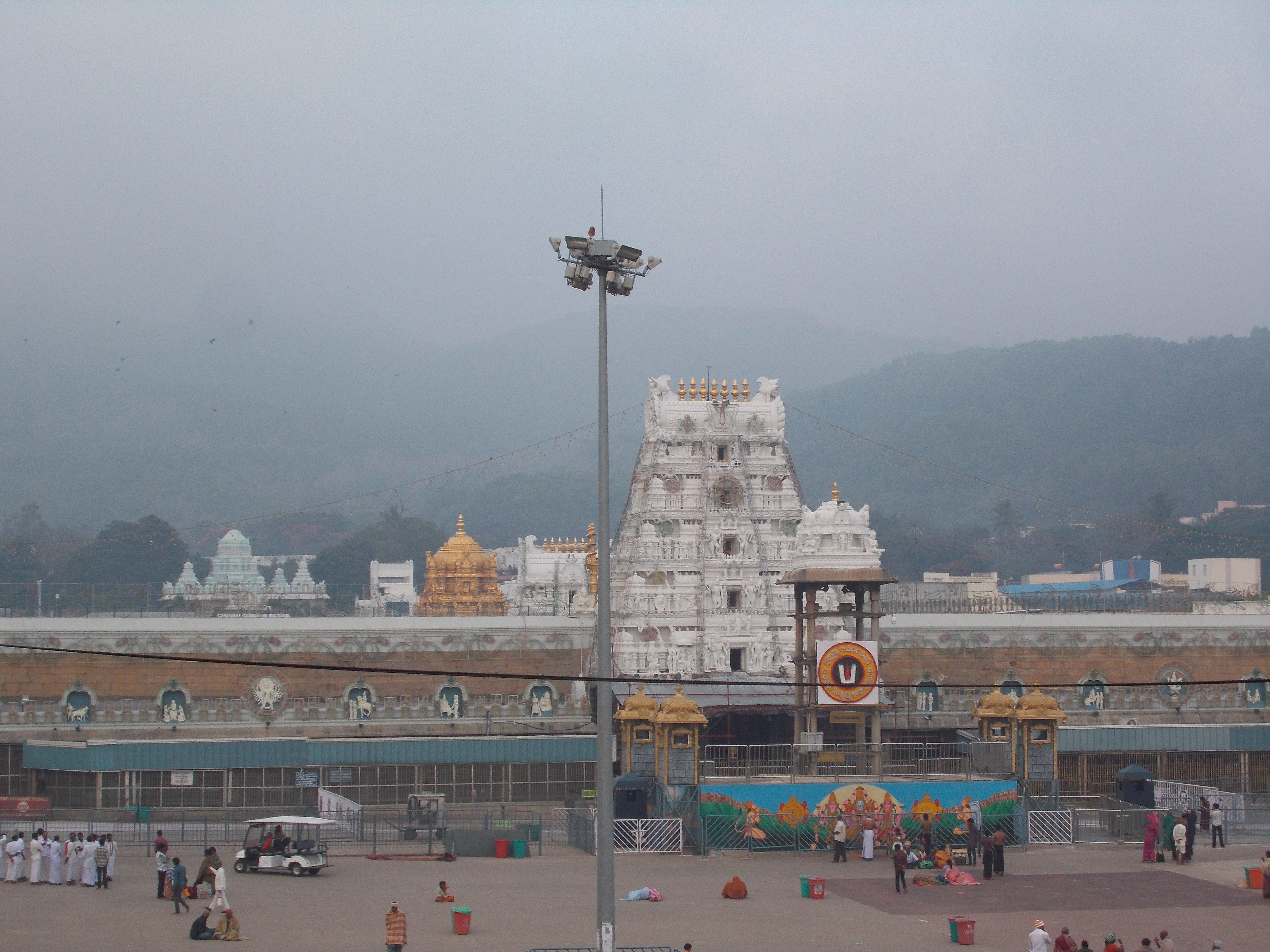
معبد فينكاتيسوارا في تيرومالا
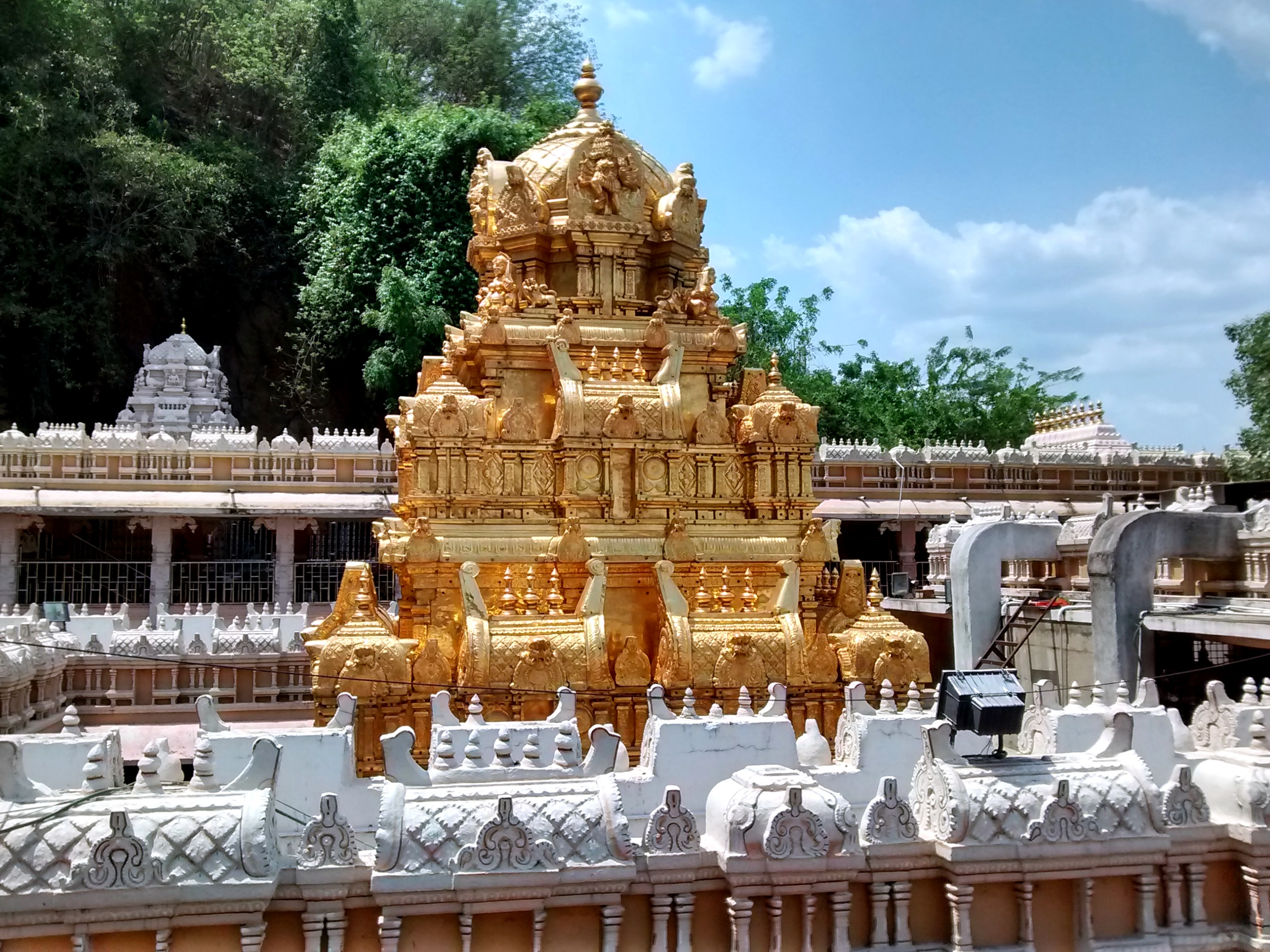
معبد كاناكا دورجا جوبورا فيفيجاياوادا
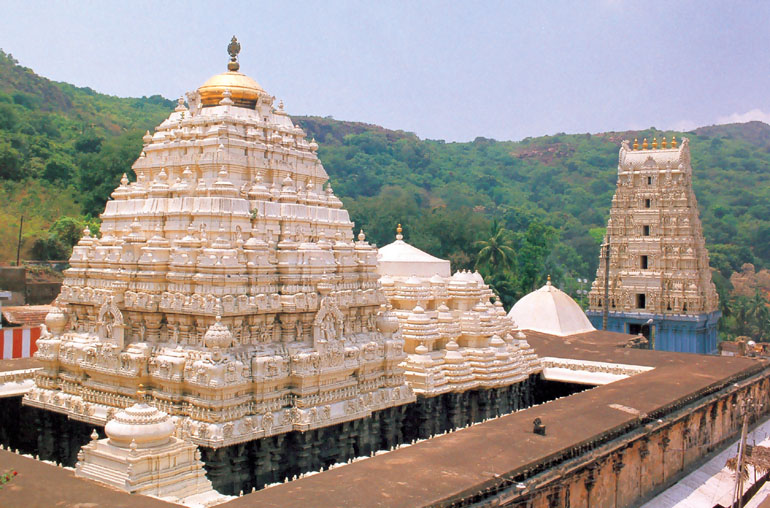
معبد فاراها لاكشمي ناراسيمها في سيمهاشالام
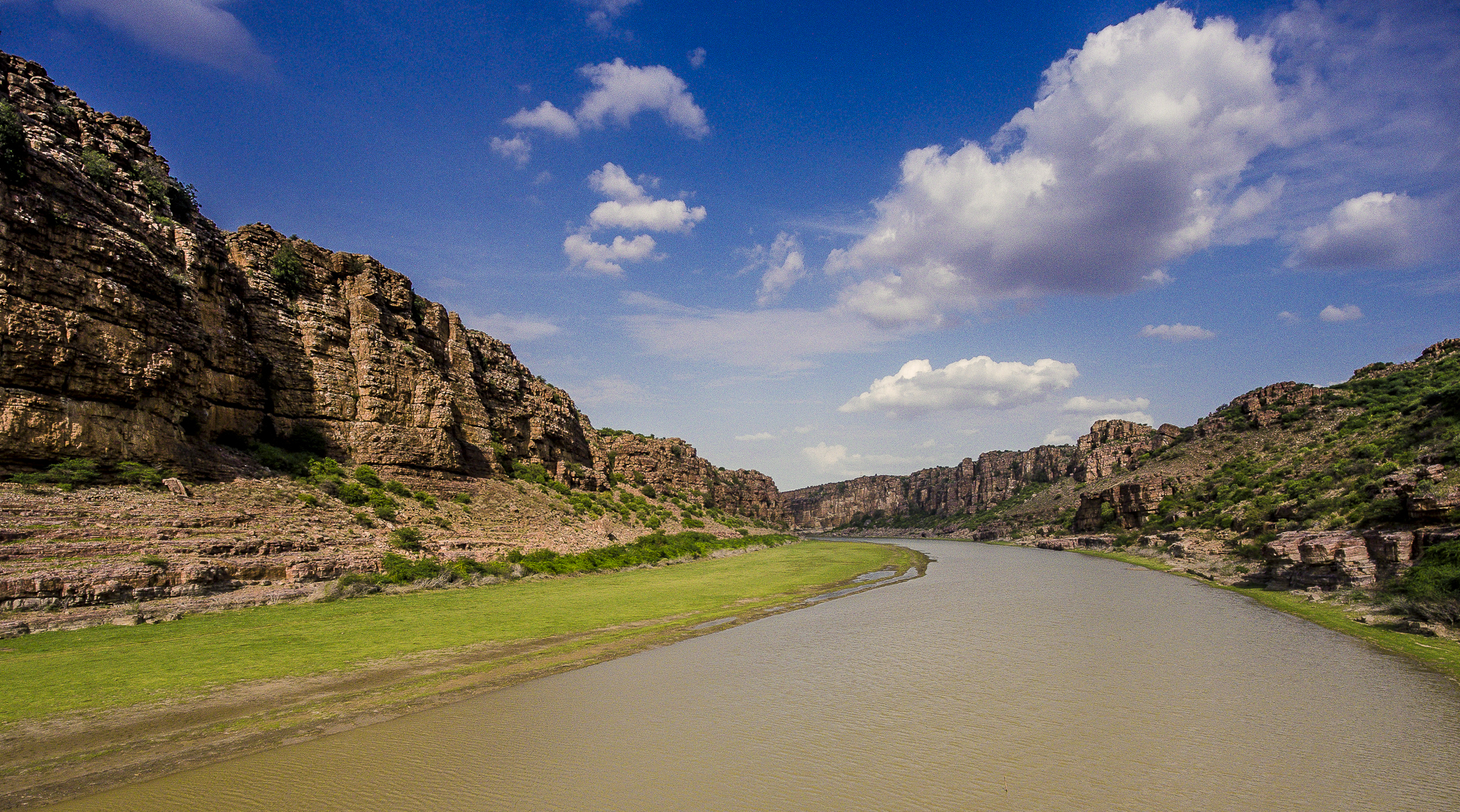
وادي جانديكوتا في منطقة كادابا

### المتاحف
يوجد بالولاية 32 متحفًا، تضم مجموعة متنوعة من المنحوتات القديمة واللوحات والأصنام والأسلحة والنقوش والمصنوعات اليدوية. مثل متحف أمارافاتي الأثري ومتحف فيساخا وتيلوجو سامسكروثيكا نيكيتانام في فيساخاباتنام. حددت هيئة المسح الأثري الهندية وجود 135 معلم أثري في ولاية أندرا برديش، تشمل هذه المعالم الأثرية التي أعيد بناؤها في أنوبو وناجارجوناكوندا.

## الرياضة
هيئة رياضة ولاية أندرا برديش هي الهيئة الإدارية المعنية بتطوير البنية التحتية الرياضية وإدارة خطط الترويج الرياضي بالولاية. أنشئت في ديسمبر 2006 مدرسة دكتور واي إس آر الرياضية التي تركز على استغلال المواهب الرياضية الريفية في بوتلامبالي.
حصلت ولاية أندرا برديش على 16 ميدالية في دورة الألعاب الوطنية السادسة والثلاثين التي أقيمت عام 2022، أكثرها في ألعاب القوى حيث حصلت على فضيتين وبرونزية في رفع الأثقال. من رياضي الولاية كارنام ماليسواري أول امرأة هندية تفوز بميدالية أولمبية، ولاعبة كرة الريشة الهندية بوليلا جوبيشاند الفائزة ببطولة عموم إنجلترا المفتوحة لتنس الريشة في عام 2001 وهي ثاني هندية تفوز بها، وسريكانث كيدامبي أول هندي يصل إلى نهائي بطولة العالم فردي رجال عام 2021.

## الثقافة
يوجد في ولاية أندرا براديش 17 مؤشر جغرافي في فئات الزراعة والحرف اليدوية والمواد الغذائية والمنسوجات كما ذكر قانون المؤشرات الجغرافية للسلع (تسجيلها وحمايتها) لعام 1999.

### الحرف اليدوية

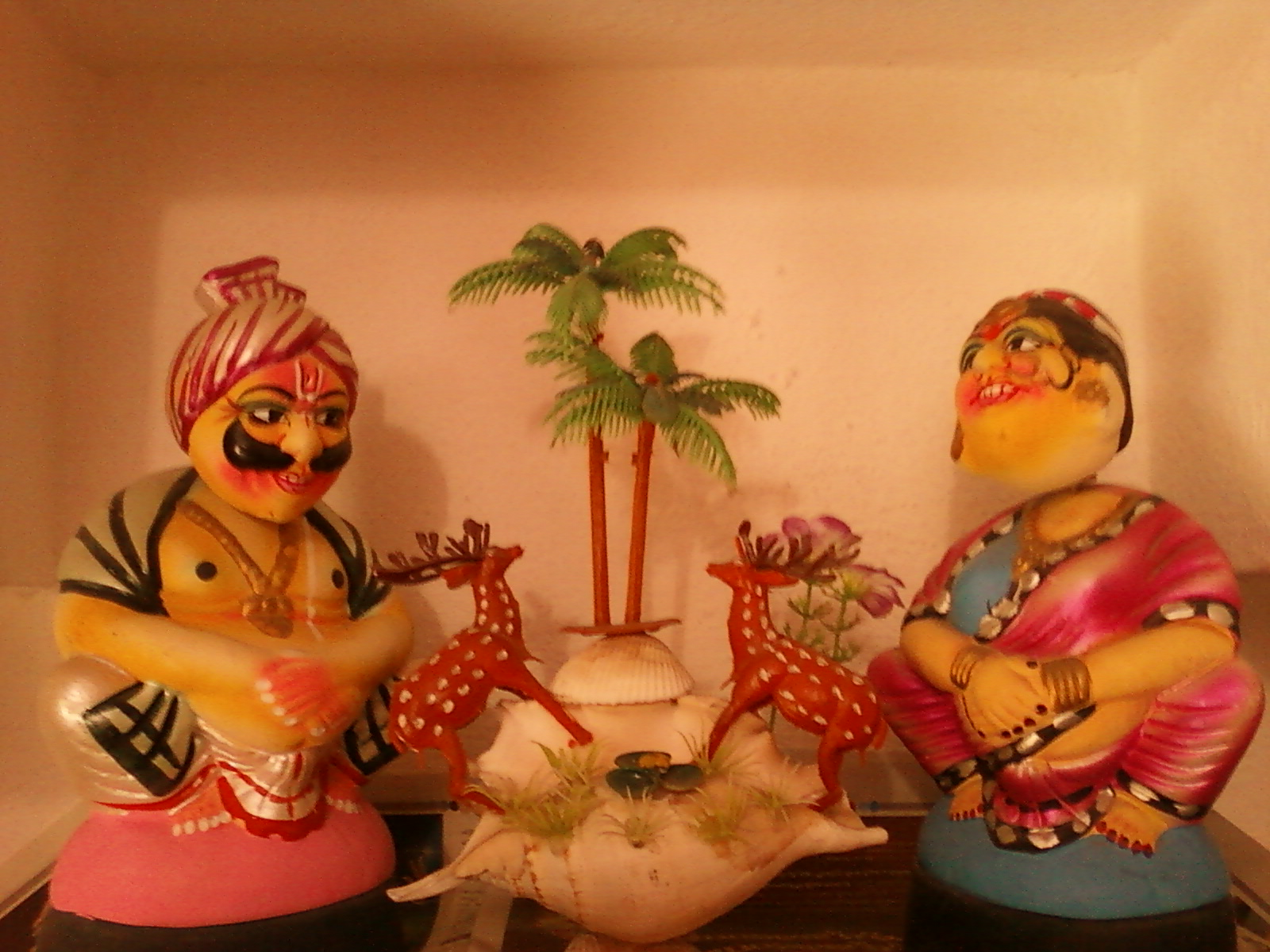
Kondapalli Toys في فيجاياوادا

ينتشهر بالولاية نوعان فريدان من النسج هما Machilipatnam وSrikalahasti Kalamkari. هناك حرف يدوية أخرى بارزة مثل نحت الأصنام من الحجر الجيري. تشتهر منطقة إيتيكوباكا في منطقة فيساخاباتنام بصناعة ألعاب شيلاك.

### المهرجانات
أهم مهرجانات الولاية مهرجان مكار سانكرانتي [الإنجليزية] للحصاد، الذي يحتفل به لمدة أربعة أيام في الأسبوع الثاني من شهر يناير. قبل المهرجان يقوم الناس بحرق ممتلكاتهم القديمة، ويُغسل الأطفال بالعناب لأنه باعتقتدهم يحميهم من الشر. في اليوم التالي، تقوم النساء والفتيات بتزيين المنازل بأشكال هندسية وبالزهور. ويحتفل أيضا برأس السنة التيلوغوية الجديدة أوجادي [الإنجليزية] والذي يقام في شهري مارس وأبريل يهتم السكان فيه بتحضير مخلل الباشادي.
يحتفل المسلمون بعيدي الفطر والأضحى. ويحتفل الصوفية بمهرجان روتيلا باندوجا [الإنجليزية] في نيلور.

### الرقص والموسيقى والسينما
تعد رقصة كوشيبودي [الإنجليزية] رقصة الولاية الرسمية، نشأت الرقصة في قرية كوشيبودي في منطقة كريشنا. يتضح تأثير الموسيقيين التيلوغو في الموسيقى الكارناتيكية ومن أشهرهم Annamacharya وKshetrayya، تياجارجا وBhadrachala Ramadas ‏. الأغاني الشعبية مهمة جدًا في الثقافة المحلية وهي منتشرة بقوة في العديد من المناطق الريفية بالولاية. يوجد بالولاية رانجاستالام وهو مسرح هندي باللغة التيلوغوية ومركزه ولاية أندرا براديش، يعتبر شيتاجالو بوليا ‏ والد حركة المسرح التيلوغوي.
تقدم شركة ولاية أندرا براديش لتطوير الأفلام والتلفزيون والمسرح حوافز لتعزيز هذه الصناعة. تتركز صناعة السينما التيلجو (توليوود) والتي تنتج 300 فيلم سنويًا بشكل أساسي في حيدر أباد وظهرت أيضا فيزاج بعد تشجيع الحكومة لصناع السنيما على التمركز بها. دخل المنتج السينمائي التيلوغوي داجوباتي رامانايدو ‏ موسوعة غينيس لأكبر عدد من الأفلام التي أنتجها شخص. أنتجت توليوود أفلاما في أعوام 2005 و2006 و2008 فاق عددها أفلام بوليوود وأنواع السينما الأخرى بالهند. أصبحت أغنية "Naatu Naatu" من فيلم آرآرآر أول أغنية من فيلم هندي تفوز بجائزة الأوسكار لأفضل أغنية أصلية وجائزة غولدن غلوب لأفضل أغنية أصلية.

### المطبخ

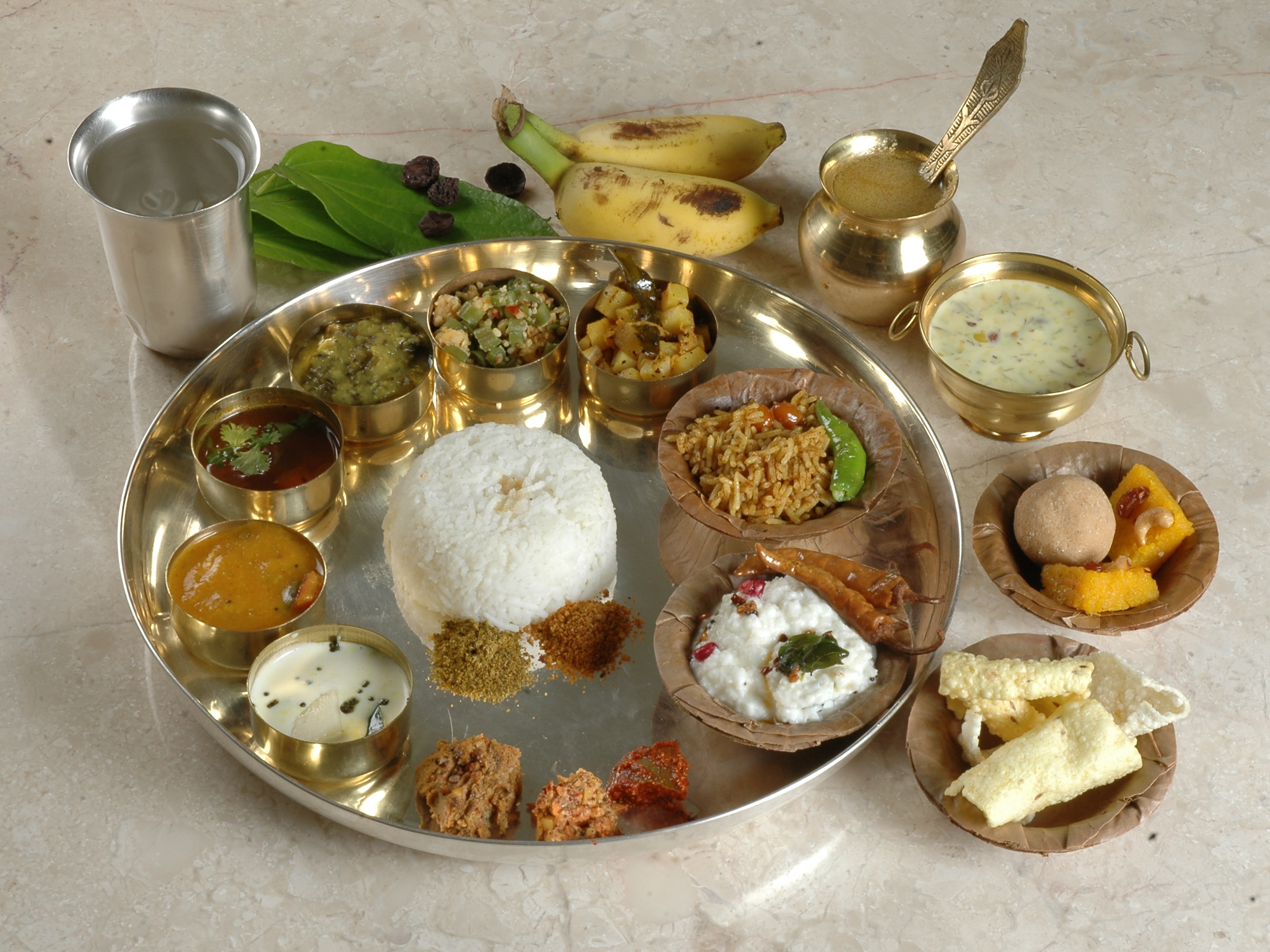
وجبة نباتية من مطبخ أندرا، تقدم في المناسبات الهامة

يستخدم سكان أندرا مزيج النكهات الحارة والمنعشة والحلوة في طعامهم. يُستخدم الفلفل الحار بكثرة في مطبخ الولاية بسبب كثرة ما يزرع منه بها وكذلك أوراق الكاري. من أشهر أطباق الولاية طبق بابو وهو حساء العدس مع الطماطم والسبانخ والجونجورا والقرع، وطبق البولوسو هو حساء عصير التمر الهندي مع الخضار والمأكولات البحرية والدجاج ولحم الضأن، وعجينة البتشادي المصنوعة من الفول السوداني والخضروات المقلية والفلفل الحار. تأكل مخللات المانجو وعنب الثعلب والليمون أيضا مع الوجبات.

## فهرست مراجع
1. 1 2   https://gad.ap.gov.in/about/general/14112018gad_p2-4.pdf. اطلع عليه بتاريخ 2023-06-16. {{استشهاد ويب}}: |url= بحاجة لعنوان (مساعدة) والوسيط |title= غير موجود أو فارغ (من ويكي بيانات) (مساعدة)
2. ↑   https://www.census2011.co.in/states.php. {{استشهاد ويب}}: |url= بحاجة لعنوان (مساعدة) والوسيط |title= غير موجود أو فارغ (من ويكي بيانات) (مساعدة)
3. 1 2 3 4   http://www.censusindia.gov.in/pca/DDW_PCA0000_2011_Indiastatedist.xlsx. {{استشهاد ويب}}: |url= بحاجة لعنوان (مساعدة) والوسيط |title= غير موجود أو فارغ (من ويكي بيانات) (مساعدة)
4. ↑  MusicBrainz (بالإنجليزية), MetaBrainz Foundation, QID:Q14005
5. 1 2 3 4 5 6  DOP 2023، صفحة 3.
6. ↑  DOP 2023، صفحة 430.
7. ↑  MOPNG 2023.
8. ↑  "Harappan heritage of Andhra, I.Mahadevan" (PDF). مؤرشف من الأصل (PDF) في 2021-06-10.
9. ↑  Ragini Devi (1990). Dance dialects of India. Motilal Bansarsi Dass. ص. 66. ISBN:978-81-208-0674-0. اطلع عليه بتاريخ 2014-06-09.
10. ↑  "History of Andhra Pradesh". Government of Andhra Pradesh. مؤرشف من الأصل في 2012-07-16. اطلع عليه بتاريخ 2012-07-22.
11. ↑  P. Raghunadha Rao (1993). Ancient and medieval history of Andhra Pradesh. Sterling Publishers, 1993. ص. iv. ISBN:9788120714953. اطلع عليه بتاريخ 2014-06-09.
12. ↑  Sailendra Nath Sen (1999). Ancient Indian history and civilization. New Age International. ص. 172–176. ISBN:9788122411980. مؤرشف من الأصل في 2017-03-23. اطلع عليه بتاريخ 2017-01-29.
13. ↑  Sudhakar Chattopadhyaya (1974). Some early dynasties of South India. Motilal Banarsidass. ص. 17–56. ISBN:9788120829411. مؤرشف من الأصل في 2023-03-26.
14. ↑  Carla M. Sinopoli (2001). "On the edge of empire: Form and substance in the Satavahana dynasty". في سوزان إي. ألكوك (المحرر). Empires: Perspectives from archaeology and history. Cambridge University Press. ص. 166–168. ISBN:978-0-521-77020-0.
15. ↑  "Struggle for Andhra state – AP state portal". مؤرشف من الأصل في 2020-06-15. اطلع عليه بتاريخ 2020-07-20.
16. ↑  Tiwari, Anshuman; Sengupta, Anindya (10 Aug 2018). Laxminama: Monks, merchants, money and mantra (بالإنجليزية). Bloomsbury Publishing. p. 307. ISBN:9789387146808. Archived from the original on 2023-03-26.
17. ↑  Akira Shimada (2012). Early Buddhist architecture in context: The great stupa at Amaravati (ca. 300 BCE – 300 CE). BRILL. ص. 33–40. ISBN:978-90-04-23283-9. مؤرشف من الأصل في 2016-12-23. اطلع عليه بتاريخ 2016-10-14.
18. ↑  Charles Higham (2009). Encyclopedia of ancient Asian civilizations. Infobase Publishing. ص. 299. ISBN:978-1-4381-0996-1. مؤرشف من الأصل في 2016-06-09. اطلع عليه بتاريخ 2016-03-06.
19. ↑  Dutt, Sukumar (1988). Buddhist monks and monasteries of India: Their history and their contribution to Indian culture (بالإنجليزية). Motilal Banarsidass. p. 132. ISBN:9788120804982. Archived from the original on 2023-06-05.
20. ↑  David M. Knipe (2015). Vedic voices: Intimate narratives of a living Andhra tradition. Oxford University Press. ص. 8–9. ISBN:978-0-19-026673-8. مؤرشف من الأصل في 2017-04-09. اطلع عليه بتاريخ 2016-10-14.
21. ↑  Padma, Sree. Barber, Anthony W. Buddhism in the Krishna river valley of Andhra. SUNY Press 2008, pg. 2.
22. ↑  Davidson, Ronald. Tibetan renaissance. Columbia 2005, pp. 29.
23. ↑  Subramanian, K. R. (1989). Buddhist remains in Andhra and the history of Andhra between 225 and 610 A.D. (بالإنجليزية). Asian Educational Services. ISBN:9788120604445. Archived from the original on 2023-05-12.
24. ↑  Sen، Sailendra Nath (1 يناير 1999). Ancient Indian history and civilization. New Age International. ISBN:9788122411980. مؤرشف من الأصل في 2023-05-24.
25. ↑  R. Parthasarathy. Andhra culture: A petal in Indian lotus. Government of Andhra Pradesh, 1984. ص. 40.
26. ↑  "History: Satavahanas". Andhra Pradesh Government. مؤرشف من الأصل في 2023-04-08. اطلع عليه بتاريخ 2023-06-18.
27. ↑  "About Eastern Chalukyas – Official AP state government portal – AP state portal". مؤرشف من الأصل في 2016-06-17. اطلع عليه بتاريخ 2016-05-27.
28. ↑  Pollock, Sheldon, ed. (19 May 2003). Literary cultures in history: Reconstructions from South Asia (بالإنجليزية). University of California Press. pp. 393, 397. ISBN:978-0-520-22821-4. Archived from the original on 2023-04-05. Retrieved 2023-06-01.
29. ↑  "Imperial gazetteer of India, v. 15 1931". Kondaveedu. Digital South Asia Library. ص. 393. مؤرشف من الأصل في 2010-06-13. اطلع عليه بتاريخ 2009-10-20.
30. ↑  Sewell، Robert (1884). Lists of inscriptions, and sketch of the dynasties of Southern India, Archaeological Survey of India. E. Keys at the Government Press. ص. 187–188. اطلع عليه بتاريخ 2009-10-21.
31. ↑  "Kondavid-durg near Guntur. 19 February 1804. Signed 'W.R.'". British on line Gallery. مؤرشف من الأصل في 2012-10-18. اطلع عليه بتاريخ 2009-10-20.
32. ↑  Sewell, Robert; Nunes, Fernão; Paes, Domingos (1900). "Origin of the empire (A.D. 1336)". A forgotten empire (Vijayanagar): A contribution to the history of India (بالإنجليزية). S. Sonnenschein & co ., ltd.
33. ↑  Stein، Burton (1989). The New Cambridge History of India: Vijayanagara. Cambridge University Press. ص. 88. ISBN:978-0-521-26693-2. مؤرشف من الأصل في 2023-03-26. Controlling numerous villages and many large towns, these powerful chiefs commanded large mercenary armies that were the vanguard of Vijayanagara forces during the sixteenth century.
34. ↑  B. A. Saletore (1930). Social and Political Life in the Vijayanagara Empire Vol II.
35. ↑  Richards، J. F. (1975). "The Hyderabad Karnatik, 1687–1707". Modern Asian Studies. ج. 9 ع. 2: 241–260. DOI:10.1017/S0026749X00004996. S2CID:142989123.
36. ↑  Wheeler 1996، صفحة 26.
37. ↑  "Imperial gazetteer of India v. 24, p. 339". مؤرشف من الأصل في 2023-06-04. اطلع عليه بتاريخ 2023-05-31.
38. ↑  "Kandukuri, A great reformer, remembered on his death centenary| Countercurrents" (بالإنجليزية الأمريكية). 27 May 2019. Archived from the original on 2022-01-18. Retrieved 2022-01-16.
39. ↑  Peter L. Schmitthenner (2001). Telugu resurgence: C.P. Brown and cultural consolidation in nineteenth-century South India. Manohar. ص. 94. ISBN:978-81-7304-291-1.
40. ↑  Gudipoodi، Srihari (27 سبتمبر 2012). "Remembering the immortal satirist". The Hindu. مؤرشف من الأصل في 2021-08-17. اطلع عليه بتاريخ 2022-06-16.
41. ↑  "Post-independence era, then and now". aponline.gov.in. مؤرشف من الأصل في 2013-12-20. اطلع عليه بتاريخ 2013-08-03.
42. ↑  "P.V. Narasimha Rao". Encyclopedia Britannica. 17 مايو 2023. مؤرشف من الأصل في 2023-06-02. اطلع عليه بتاريخ 2023-06-01.
43. ↑  "N.T. Rama Rao: A timeline". The Hindu. 28 مايو 2017. مؤرشف من الأصل في 2023-06-01. اطلع عليه بتاريخ 2023-06-01.
44. ↑  Vaddiraju، Anil kumar (21 مارس 2020). "The mandal System in Telangana and Andhra Pradesh" (PDF). Economic & Political Weekly. ج. LV ع. 12. مؤرشف (PDF) من الأصل في 2023-06-01. اطلع عليه بتاريخ 2023-06-01.
45. ↑  "KTR's admission: Chandrababu Naidu helped IT grow in Hyderabad". Economic Times (بالإنجليزية). 15 Dec 2017. Archived from the original on 2023-06-01. Retrieved 2023-06-01.
46. ↑  PTI (3 سبتمبر 2009). "YSR: From aggressive politician to mass leader". The Hindu. مؤرشف من الأصل في 2024-01-20. اطلع عليه بتاريخ 2023-06-20.
47. ↑  "Bitter memories". Hinduonnet.com. مؤرشف من الأصل في 2010-01-22. اطلع عليه بتاريخ 2010-09-14.{{استشهاد بخبر}}:  صيانة الاستشهاد: مسار غير صالح (link)
48. 1 2  "TJAC leaders to knock on Prez and PM's doors". تايمز أوف إينديا. 30 سبتمبر 2011. مؤرشف من الأصل في 2013-01-03. اطلع عليه بتاريخ 2014-03-05.
49. ↑  Maheshwari, R. Uma (31 Jul 2013). "A state that must fulfil a higher purpose". The Hindu (بالإنجليزية الهندية). ISSN:0971-751X. Archived from the original on 2020-07-20. Retrieved 2020-07-20.
50. ↑  Jayaprakash Narayan (28 أكتوبر 2013). "A challenge to Indian federalism". The Hindu. مؤرشف من الأصل في 2023-06-20. اطلع عليه بتاريخ 2023-06-20.
51. ↑  "Telangana state formation gazette". The New Indian Express. مؤرشف من الأصل في 2014-07-06. اطلع عليه بتاريخ 2014-05-14.
52. ↑  "CBN to be sworn as CM of Andhra on June 8th". Deccan-Journal. مؤرشف من الأصل في 2014-07-14. اطلع عليه بتاريخ 2014-06-02.
53. ↑  "Andhra Pradesh to get new capital Amaravati today, PM Modi to inaugurate". NDTV. 22 أكتوبر 2015. مؤرشف من الأصل في 2021-04-14. اطلع عليه بتاريخ 2021-03-09.
54. ↑  P, Ashish (2 Mar 2017). "Chief Minister Chandrababu Naidu inaugurates new Andhra Pradesh assembly". India Today (بالإنجليزية). Archived from the original on 2021-04-14. Retrieved 2021-03-09.
55. ↑  "Jagan-naut: Andhra's bahubali Jaganmohan Reddy takes oath as CM in grand ceremony at Vijayawada". India Today. 30 مايو 2019. مؤرشف من الأصل في 2023-08-06. اطلع عليه بتاريخ 2021-03-26.
56. ↑  "Jagan rolls out grama and ward volunteer system". الصحيفة الهندوسية. 15 أغسطس 2019. مؤرشف من الأصل في 2024-07-15. اطلع عليه بتاريخ 2024-07-15.
57. ↑  V.، Raghavendra (4 أبريل 2022). "Jagan launches 13 new districts of Andhra Pradesh". الصحيفة الهندوسية. مؤرشف من الأصل في 2025-02-12. اطلع عليه بتاريخ 2024-08-21.
58. ↑  "Explained : The stalemate between Telangana and AP". The Hindu. 10 يناير 2023. مؤرشف من الأصل في 2023-05-29. اطلع عليه بتاريخ 2023-05-29.
59. ↑  "Explained : The Telangana- Andhra Pradesh water dispute". The Hindu. 23 مايو 2023. مؤرشف من الأصل في 2023-05-29. اطلع عليه بتاريخ 2023-05-29.
60. ↑  "Political map of India 1:4000000 (10th edition)". Survey of India. 1 يناير 2020. مؤرشف من الأصل في 2023-04-10. اطلع عليه بتاريخ 2023-06-16.
61. ↑  Chapter 13: Forests and tree resources in states and union territories (PDF) (بالإنجليزية). 2021. pp. 257–264. Archived (PDF) from the original on 2023-06-02. Retrieved 2023-06-02.
62. 1 2  "Natural vegetation and wildlife". AP Forest Department. مؤرشف من الأصل في 2014-07-04. اطلع عليه بتاريخ 2014-06-06.
63. ↑  "Coringa sanctuary". East godavari district, Government of AP. مؤرشف من الأصل في 2023-06-02. اطلع عليه بتاريخ 2023-06-02.
64. ↑  "The list of wetlands of international importance" (PDF). The Ramsar convention on wetlands. The Secretariat of the Convention on Wetlands (Ramsar, Iran, 1971). ص. 20. مؤرشف (PDF) من الأصل في 2012-05-30. اطلع عليه بتاريخ 2014-06-05.
65. ↑  "Industrial & fertilizer minerals" (PDF). Geological Survey of India portal. CGPB Committee-IV. ص. 17–44. مؤرشف من الأصل (PDF) في 2013-10-16. اطلع عليه بتاريخ 2014-06-09.
66. ↑  
"India: 'Massive' uranium find in Andhra Pradesh". New Delhi: بي بي سي ورلد نيوز. 19 يوليو 2011. مؤرشف من الأصل في 2023-04-27. اطلع عليه بتاريخ 2011-07-19.
67. 1 2  DES 2021، صفحة 31.
68. ↑  Ganguly، Nivedita (17 سبتمبر 2014). "Lambasingi set to become tourist hotspot". The Hindu. Visakhapatnam. مؤرشف من الأصل في 2015-09-03. اطلع عليه بتاريخ 2014-11-26.
69. ↑  "Lambasingi records 2º c". Deccan Chronicle. Visakhapatnam. 16 ديسمبر 2013. مؤرشف من الأصل في 2015-07-13. اطلع عليه بتاريخ 2014-11-26.
70. ↑  DOP 2023، صفحة 16.
71. ↑  Population in different age group - Census 2011 (PDF). MHRD. ص. 3. مؤرشف (PDF) من الأصل في 2022-10-10. اطلع عليه بتاريخ 2023-05-28.
72. ↑  "Sub-national HDI – area database". Global Data Lab. Institute for Management Research, Radboud University. مؤرشف من الأصل في 2018-09-23. اطلع عليه بتاريخ 2021-07-14.
73. ↑  "A.P. has 3,99,84,868 voters, women outnumber men". The Hindu. 5 يناير 2023. مؤرشف من الأصل في 2023-05-28. اطلع عليه بتاريخ 2023-05-28.
74. 1 2  "Population by religion - Andhra Pradesh". censusindia.gov.in. Registrar General and Census Commissioner of India. 2011. مؤرشف من الأصل في 2022-05-28. اطلع عليه بتاريخ 2023-01-04.
75. ↑  "AP Official Languages Act Amended to Recognise Urdu as Second Language". Sakshi Post (بالإنجليزية). 7 Mar 2022. Archived from the original on 2022-03-26. Retrieved 2023-10-31.
76. ↑  "AP recognises Urdu as second official language". Deccan Chronicle. 17 يونيو 2022. مؤرشف من الأصل في 2023-12-04.
77. ↑  "Andhra Pradesh | History, capital, population, map, & points of interest". Encyclopedia Britannica (بالإنجليزية). Archived from the original on 2020-04-13. Retrieved 2020-04-07.
78. ↑  Indian readership survey 2019 Q4 (PDF). IRS. 2020. ص. 20. مؤرشف (PDF) من الأصل في 2020-09-25. اطلع عليه بتاريخ 2023-05-27.
79. ↑  APTDC 2018.
80. 1 2  APTDC 2019، صفحة 18–25.
81. 1 2 3  "Andhra Pradesh budget analysis 2023-24". PRSINDIA. مؤرشف من الأصل في 2023-05-28. اطلع عليه بتاريخ 2023-05-28.
82. ↑  M، Sambasiva Rao (16 مارس 2023). "Andhra Pradesh posts a growth of 16.22% over the previous year". الصحيفة الهندوسية. مؤرشف من الأصل في 2023-03-25. اطلع عليه بتاريخ 2023-03-25.
83. ↑  "Multidimensional poverty in India since 2005–06" (PDF). Niti Ayog. اطلع عليه بتاريخ 2024-08-19.
84. ↑  "Unemployment rate among graduates declines to 13.4% between July 2022 and June 2023". The Hindu. 17 ديسمبر 2023. مؤرشف من الأصل في 2024-07-19. اطلع عليه بتاريخ 2024-07-19.
85. ↑  "Water resources department – History". Water resources department. مؤرشف من الأصل في 2023-05-30. اطلع عليه بتاريخ 2023-05-30.
86. ↑  DES 2021، صفحة vii (Executive summary).
87. ↑  DES 2021، صفحة 9.
88. ↑  DES 2021، صفحة 127.
89. ↑  "United AP stood second in agri exports". The Hindu. Vijayawada. 17 يناير 2016. مؤرشف من الأصل في 2016-01-17. اطلع عليه بتاريخ 2016-01-17.
90. ↑  "Banaganapalle mangoes finally get GI tag". Deccan Chronicle. 4 مايو 2017. مؤرشف من الأصل في 2017-05-05. اطلع عليه بتاريخ 2017-05-13.
91. ↑  "Vannamei hatcheries". Coastal Aquaculture Authority. مؤرشف من الأصل في 2014-06-03. اطلع عليه بتاريخ 2014-07-16.
92. ↑  "AP top producer of shrimp: MPEDA". The Hindu. 16 يناير 2013. مؤرشف من الأصل في 2013-02-28. اطلع عليه بتاريخ 2014-06-09.
93. ↑  DES 2021، صفحة 6.
94. ↑  "195 Rythu Bharosa Kendras getting ready in the first phase". The Hindu. 19 فبراير 2020. مؤرشف من الأصل في 2020-03-01. اطلع عليه بتاريخ 2024-05-06.
95. ↑  Deekshitula، Subrahmanyam (1 يوليو 2024). "RBKs renamed as Rythu Seva Kendras". The Hans India. اطلع عليه بتاريخ 2024-08-12.
96. ↑  "Rythu Bharosa Kendras a big success, says A.P. Agriculture Minister". The Hindu. 26 فبراير 2023. مؤرشف من الأصل في 2023-02-28. اطلع عليه بتاريخ 2024-05-06.
97. ↑  Jebaraj، Priscilla (21 فبراير 2021). "The Hindu Explains | Why does India need conclusive land titling?". The Hindu. مؤرشف من الأصل في 2021-02-21. اطلع عليه بتاريخ 2024-05-06.
98. ↑  "Cabinet gives its nod for repeal of AP Land Titling Act, ratifies new free sand policy". The Hindu. 16 يوليو 2024. اطلع عليه بتاريخ 2024-08-22.
99. ↑  Tenant Farmers Study Report 2022 Andhra Pradesh (PDF). Rythy Swarajya Vedika. 2022. مؤرشف (PDF) من الأصل في 2022-03-29. اطلع عليه بتاريخ 2024-07-19.
100. ↑  Annual survey of industries (PDF). DES, GOAP. 2020. اطلع عليه بتاريخ 2023-05-26.
101. ↑  "Ship building division". Hindustan Shipyard Limited. مؤرشف من الأصل في 2014-07-06. اطلع عليه بتاريخ 2014-08-06.
102. ↑  "Firms in Sricity". Sricity.in. مؤرشف من الأصل في 2015-05-09. اطلع عليه بتاريخ 2015-05-14.
103. ↑  "Auto, automobiles & EV". APEDB. مؤرشف من الأصل في 2023-05-26. اطلع عليه بتاريخ 2023-05-26.
104. ↑  DOP 2023، صفحة 9.
105. ↑  "Cairn India operations - Andhra Pradesh". Cairn India. مؤرشف من الأصل في 2023-05-26. اطلع عليه بتاريخ 2023-05-26.
106. ↑  MOPNG 2023، صفحة 31.
107. ↑  MOPNG 2023، صفحة 33.
108. ↑  "List of S&T organisations". India science, technology and innovation. Vigyan Prasar, Department of science and technology, Government of India. مؤرشف من الأصل في 2023-06-20. اطلع عليه بتاريخ 2023-06-20.
109. ↑  "SHAR". مؤرشف من الأصل في 2024-08-09. اطلع عليه بتاريخ 2024-05-15.
110. ↑  DOP 2023، صفحة 29.
111. ↑  "Andhra Pradesh's share in IT exports is below 0.2%, says union minister". The Hindu. 5 أبريل 2023. مؤرشف من الأصل في 2023-05-24. اطلع عليه بتاريخ 2023-05-24.
112. ↑  "AP ranked 3rd, Telangana 6th in domestic tourist footfalls". Deccan Chronicle. 5 ديسمبر 2022. مؤرشف من الأصل في 2023-05-26. اطلع عليه بتاريخ 2023-05-26.
113. ↑  "Andhra Pradesh legislative assembly". مؤرشف من الأصل في 2005-04-01.
114. ↑  "Delimitation of parliamentary and assembly constituencies order, 2008" (PDF). Election Commission of India. ص. 16–28. مؤرشف (PDF) من الأصل في 2010-10-05. اطلع عليه بتاريخ 2014-10-11.
115. ↑  "Overview". AP Legislature. Government of Andhra Pradesh. مؤرشف من الأصل في 2015-05-19. اطلع عليه بتاريخ 2015-05-23.
116. ↑  "Andhra Pradesh witnesses an upswing in revenue earned through registration and stamps department". The Hindu. 2 ديسمبر 2022. مؤرشف من الأصل في 2023-05-26. اطلع عليه بتاريخ 2023-05-26.
117. ↑  "AP Govt's debt mounts to ₹3.89 lakh crore in FY22". Businessline. 13 مارس 2022. مؤرشف من الأصل في 2023-05-28. اطلع عليه بتاريخ 2023-05-28.
118. ↑  "Andhra Pradesh: development eludes North Andhra region despite rich in natural resources, say leaders of various political parties". The Hindu. 7 يناير 2023. مؤرشف من الأصل في 2023-01-13. اطلع عليه بتاريخ 2023-06-16.
119. ↑  "Population of AP districts (2011)". ap.gov.in. ص. 14. مؤرشف من الأصل في 2015-03-17. اطلع عليه بتاريخ 2014-05-25.
120. 1 2  DOP 2023، صفحة 431.
121. ↑  Monthly bulletin (PDF). Ministry of Panchayat raj, Government of India. 2022. ص. 3. مؤرشف (PDF) من الأصل في 2023-06-03. اطلع عليه بتاريخ 2023-06-03.
122. ↑  DOP 2023، صفحة 18.
123. 1 2
124. ↑  DOP 2023، صفحة 168.
125. ↑  "Anantapur-Guntur national highway gets govt's nod". TOI. 14 ديسمبر 2022. مؤرشف من الأصل في 2023-05-21. اطلع عليه بتاريخ 2023-05-21.
126. ↑  DOP 2023، صفحة 173.
127. ↑  DOP 2023، صفحة 174-175.
128. ↑  DOP 2023، صفحة 176.
129. ↑  "PNBS to come under surveillance". The Hindu. 23 مايو 2013. مؤرشف من الأصل في 2021-05-18. اطلع عليه بتاريخ 2023-06-16.
130. ↑  Indian railways year book 2021-22 (PDF). Indian Railways. 2022. ص. 62. مؤرشف (PDF) من الأصل في 2023-04-18. اطلع عليه بتاريخ 2023-05-19.
131. ↑  "State-wise route kilometerage". South Central Railway. مؤرشف من الأصل في 2011-02-06. اطلع عليه بتاريخ 2017-04-23.
132. ↑  "South Western Railway - divisions". South Western railway. مؤرشف من الأصل في 2023-04-24. اطلع عليه بتاريخ 2023-04-24.
133. ↑  "East coast railway divisions". East coast railway. مؤرشف من الأصل في 2023-10-02. اطلع عليه بتاريخ 2023-04-24.
134. ↑  IR 2022، صفحة 5.
135. ↑  "Statement showing category-wise no. of stations" (PDF). South Central Railway. مؤرشف (PDF) من الأصل في 2016-01-28. اطلع عليه بتاريخ 2017-04-23.
136. ↑  "Vizag billed the cleanest rail station". The Hindu. 18 مايو 2017. ISSN:0971-751X. مؤرشف من الأصل في 2018-01-04. اطلع عليه بتاريخ 2018-01-04.
137. ↑  Bhattacharjee، Sumit. "Hidden 100 – 58 tunnels. 84 bridges. Welcome to Araku Valley". The Hindu. مؤرشف من الأصل في 2017-06-09. اطلع عليه بتاريخ 2017-04-23.
138. ↑  "Cabinet approves South Coast railway zone". Press Information Bureau. مؤرشف من الأصل في 2019-04-02. اطلع عليه بتاريخ 2022-02-12.
139. ↑  DOP 2023، صفحة 180-183.
140. ↑  "Puttaparthi airport to facilitate emergency landings; security to be beefed up". Deccan Chronicle. 25 يوليو 2021. مؤرشف من الأصل في 2023-04-27. اطلع عليه بتاريخ 2021-08-10.
141. ↑  "Bhogapuram international airport will be ready by 2025, says Andhra Pradesh Industries Minister Gudivada Amarnath". The Hindu. 16 ديسمبر 2023. مؤرشف من الأصل في 2023-12-17. اطلع عليه بتاريخ 2024-05-06.
142. ↑  Boda، Tarun (21 مارس 2022). "A.P. airports see 60% jump in domestic passenger footfall". The Hindu. مؤرشف من الأصل في 2022-04-01. اطلع عليه بتاريخ 2024-07-16.
143. ↑  DOP 2023، صفحة 183.
144. ↑  "Vizag port info". vizagport. مؤرشف من الأصل في 2012-11-11. اطلع عليه بتاريخ 2014-06-09.
145. ↑  "Capacity of port". gangavaram port. مؤرشف من الأصل في 2014-02-21. اطلع عليه بتاريخ 2014-06-09.
146. ↑  DOP 2023، صفحة 195.
147. ↑  DOP 2023، صفحة 204.
148. ↑  "AP Fiber Grid Vision". apsfl.in. مؤرشف من الأصل في 2018-10-31. اطلع عليه بتاريخ 2018-10-31.
149. ↑  "Water resources department - History". Water resources department. مؤرشف من الأصل في 2023-05-30. اطلع عليه بتاريخ 2023-05-30.
150. ↑  "Dam design review panel approves repairs to Polavaram diaphragm wall damaged in Godavari floods". The Hindu. 5 مارس 2023. مؤرشف من الأصل في 2023-05-30. اطلع عليه بتاريخ 2023-05-30.
151. ↑  "Excavation works of Poola Subbaiah Veligonda Project's tunnel two completed in Andhra Pradesh, says official". The Hindu. 24 يناير 2024. مؤرشف من الأصل في 2024-02-07.
152. ↑  "Veligonda project may be inaugurated in September". The Times of India. 10 يناير 2023. مؤرشف من الأصل في 2023-05-30. اطلع عليه بتاريخ 2023-05-30.
153. ↑  Power development in Andhra Pradesh (Statistics) 2021-22 (PDF). 2022. ص. 1–2.
154. ↑  "AP govt spending 7.3 pc of state budget on healthcare, says top official". Siasat. 11 مايو 2023. مؤرشف من الأصل في 2023-06-02. اطلع عليه بتاريخ 2023-06-02.
155. ↑  Vanam، Jwala Narasimha Rao (4 يوليو 2022). "108 & 104 totally dissimilar services". The hansindia. مؤرشف من الأصل في 2023-06-02. اطلع عليه بتاريخ 2023-06-02.
156. ↑  Singh، P.؛ Powell، A. C. (2022). "Utilization trends of a government-sponsored health insurance program in South India: 2014 to 2018". Value in Health Regional Issues. ج. 27: 82–89. DOI:10.1016/j.vhri.2021.02.007. PMID:34844063. S2CID:244706313.
157. ↑  "School education department" (PDF). Rashtriya Madhyamik Shiksha Abhiyan. Hyderabad: School Education Department, Government of Andhra Pradesh. 26 مارس 2015. مؤرشف من الأصل (PDF) في 2016-03-19. اطلع عليه بتاريخ 2019-06-06.
158. ↑  "The department of school education – Official AP state government portal". ap.gov.in. مؤرشف من الأصل في 2017-04-13. اطلع عليه بتاريخ 2016-11-07.
159. ↑  "APREIS, about us". APSWREIS. مؤرشف من الأصل في 2024-03-24. اطلع عليه بتاريخ 2024-03-24.
160. ↑  "Student information day wise status report". Commissionerate of School Education. مؤرشف من الأصل في 2019-06-06. اطلع عليه بتاريخ 2019-06-06.
161. ↑  "School information". Commissionerate of School Education. مؤرشف من الأصل في 2019-06-06. اطلع عليه بتاريخ 2019-06-06.
162. ↑  "Girls outperform boys by over 6% in SSC exams in Andhra Pradesh". 6 مايو 2023. مؤرشف من الأصل في 2023-05-19. اطلع عليه بتاريخ 2023-06-17.
163. ↑  "Girls dominate boys in AP Intermediate 1 & 2 results". Deccan chronicle. 27 أبريل 2023. مؤرشف من الأصل في 2023-05-09. اطلع عليه بتاريخ 2023-06-17.
164. ↑  DOP 2023، صفحة 12.
165. ↑  "Andhra Pradesh first state to adopt CBSE system for government run schools". Times of India. 7 نوفمبر 2022. مؤرشف من الأصل في 2023-04-25. اطلع عليه بتاريخ 2023-04-25.
166. ↑  "Andhra schools' transition from Telugu to English medium has roots in the far past". The federal. 19 مايو 2022. مؤرشف من الأصل في 2023-04-25. اطلع عليه بتاريخ 2023-04-25.
167. ↑  Program appriasal document -SALT (PDF). World Bank. 20 مايو 2021. مؤرشف (PDF) من الأصل في 2023-04-25. اطلع عليه بتاريخ 2023-04-25.
168. ↑  Transforming industrial training institutes (PDF) (بالإنجليزية). Niti Ayog. 2023. p. 30. Archived (PDF) from the original on 2023-04-20. Retrieved 2023-06-17.
169. ↑  DOP 2023، صفحة 13-14.
170. ↑  "AP State Council for Higher Education home page". APSCHE. مؤرشف من الأصل في 2023-04-25. اطلع عليه بتاريخ 2023-04-25.
171. ↑  "AP State Skill Development Corporation - Home". APSSDC. مؤرشف من الأصل في 2023-01-28. اطلع عليه بتاريخ 2023-05-22.
172. ↑  UGC 2021، صفحة 100.
173. ↑  Correspondent، Special. "Old-timers recollect glorious days of AU". The Hindu. مؤرشف من الأصل في 2021-02-14. اطلع عليه بتاريخ 2017-05-02.
174. ↑  "Statistical profile of universities in Andhra Pradesh" (PDF). Andhra Pradesh State Council of Higher Education. مؤرشف من الأصل (PDF) في 2017-12-22. اطلع عليه بتاريخ 2017-05-13.
175. ↑  "Rajiv Gandhi University of Knowledge Technologies". Rgukt.in. مؤرشف من الأصل في 2011-10-07. اطلع عليه بتاريخ 2011-10-08.
176. ↑  Bhattacharjee، Sumit (2 يونيو 2023). "A.P. Spotlight | The slow descent of state-run varsities into oblivion in Andhra Pradesh". The Hindu. مؤرشف من الأصل في 2023-06-02. اطلع عليه بتاريخ 2023-06-02.
177. ↑  UGC 2021، صفحة 93.
178. ↑  "NIRF Rankings: only two institutions from Andhra Pradesh figure in top 100 educational institutions". The Hindu. 5 يونيو 2023. مؤرشف من الأصل في 2023-06-12. اطلع عليه بتاريخ 2023-06-17.
179. ↑  B، Deenadhayalu (5 يونيو 2021). "Public library system in Andhra Pradesh: An overview". Library Philosophy and Practice. University of Nebraska - Lincoln. مؤرشف من الأصل في 2024-01-28.
180. ↑  "Digital libraries yet to materialise despite funding". The Hans India. 19 نوفمبر 2022. مؤرشف من الأصل في 2023-06-19. اطلع عليه بتاريخ 2023-06-19.
181. ↑  "List of S&T organisations". India science, technology and innovation. Vigyan Prasar, Department of science and technology, Government of India. مؤرشف من الأصل في 2023-06-20. اطلع عليه بتاريخ 2023-06-20.
182. ↑  "SHAR". مؤرشف من الأصل في 2013-09-27. اطلع عليه بتاريخ 2014-05-15.
183. ↑  "Chandrayaan 1". مؤرشف من الأصل في 2014-02-08. اطلع عليه بتاريخ 2014-05-15.
184. ↑  Maruyama، Koscak (1 مارس 1991). "The discovery of adenosine triphosphate and the establishment of its structure". Journal of the History of Biology. ج. 24 ع. 1: 145–154. DOI:10.1007/BF00130477. S2CID:87425890. مؤرشف من الأصل في 2023-04-15. اطلع عليه بتاريخ 2023-06-03.
185. ↑  Mukherjee، Siddhartha (2010). The emperor of all maladies: A biography of cancer. Simon and Schuster. ص. 31. ISBN:978-1-4391-0795-9. مؤرشف من الأصل في 2023-08-04. اطلع عليه بتاريخ 2011-09-06.
186. ↑  Joseph H Hulse (1 أكتوبر 1985). "Professor Yelavarthy Nayudamma : A grateful appreciation of a dear friend" (PDF). IDRC. مؤرشف من الأصل (PDF) في 2007-10-08. اطلع عليه بتاريخ 2007-06-14.
187. ↑  Prakasa Rao، B. L. S. (10 سبتمبر 2014). "C. R. Rao: A life in statistics" (PDF). Current Science. مؤرشف (PDF) من الأصل في 2017-10-31. اطلع عليه بتاريخ 2020-02-17.
188. ↑  Press in India 2020-21 Chapter 9: Press in states and union territories (PDF). RNI. 2021. ص. 524. مؤرشف (PDF) من الأصل في 2023-05-28. اطلع عليه بتاريخ 2023-05-27.
189. ↑  Dudekula، Dastagiri؛ KVN، Rajeswara Rao؛ Kopparthi، Adisesu (2018). "Telugu newspapers and periodicals in Andhra Pradesh and Telangana states: A study" (PDF). International Journal of Library and Information Studies. ج. 8 ع. 4. ISSN:2231-4911. مؤرشف من الأصل (PDF) في 2023-12-05.
190. ↑  "Highest circulated dailies, weeklies & magazines amongst member publications (across languages)" (PDF). Auditbureau. مؤرشف (PDF) من الأصل في 2023-04-08. اطلع عليه بتاريخ 2023-03-08.
191. ↑  KT، Naheem؛ M، Saraswati Rao (2017). "Webometric analysis of Telugu news paper websites: An evaluative study using Alexa Internet". International Journal of Digital Library Services. ج. 7 ع. 2. ISSN:2250-1142.
192. ↑  "Andhra Pradesh: Tussle between media houses takes political colour". Hindustan Times. 27 أبريل 2023. مؤرشف من الأصل في 2023-05-27. اطلع عليه بتاريخ 2023-05-27.
193. ↑  "Warning to media by Andhra Pradesh government: Is it a caste rivalry?". The Telegraph. 21 أكتوبر 2019. مؤرشف من الأصل في 2023-05-27. اطلع عليه بتاريخ 2023-05-27.
194. ↑  "BBC to launch Telugu news website". The Hindu. 10 ديسمبر 2016. مؤرشف من الأصل في 2023-06-19. اطلع عليه بتاريخ 2023-06-19.
195. ↑  "BBC News తెలుగు: ఒక ఏడాది.. కొన్ని అనుభవాలు" (بالتيلوغوية). BBC. 2 Oct 2018. Archived from the original on 2023-06-19. Retrieved 2023-06-19.
196. ↑  "I & PR approved rates towards telecast of TV spots and Scrolls". IPR, AP Government. مؤرشف من الأصل في 2023-03-26. اطلع عليه بتاريخ 2023-05-27.
197. ↑  "Most visited Hindu temple". Guinness world records. مؤرشف من الأصل في 2023-12-03. اطلع عليه بتاريخ 2023-06-19.
198. ↑  "Andhra Pradesh to develop beach front locations". The Times of India. مؤرشف من الأصل في 2016-12-13. اطلع عليه بتاريخ 2017-05-13.
199. ↑  "Welcome to Guntur district official website". مؤرشف من الأصل في 2016-06-27. اطلع عليه بتاريخ 2016-05-31.
200. ↑  Bhattacharjee، Sumit. "Natural world heritage status for Borra Caves sought". The Hindu. مؤرشف من الأصل في 2017-01-16. اطلع عليه بتاريخ 2017-05-13.
201. ↑  "Tourist destinations in AP". Andhra Pradesh Tourism Department. مؤرشف من الأصل في 2010-08-06. اطلع عليه بتاريخ 2014-06-05.
202. ↑  APTDC 2019، صفحة 67-75.
203. ↑  Directory of museums in India. Ministry of culture, Government of India. 2023. ص. 1–29. مؤرشف من الأصل في 2023-10-21.
204. ↑  "Archaeological museum, Amaravati – Archaeological Survey of India". Asi.nic.in. مؤرشف من الأصل في 2011-09-29. اطلع عليه بتاريخ 2010-08-19.
205. ↑  "Alphabetical list of monuments – Andhra Pradesh". Archaeological Survey of India. مؤرشف من الأصل في 2022-11-30. اطلع عليه بتاريخ 2023-05-24.
206. ↑  "Sports authority of Andhra Pradesh". SAAP. مؤرشف من الأصل في 2025-01-09. اطلع عليه بتاريخ 2022-05-28.
207. ↑  "Home page of Dr YSR Sports school". Dr YSR sports school, Sports authority of Andhra Pradesh. مؤرشف من الأصل في 2023-06-20. اطلع عليه بتاريخ 2023-06-20.
208. ↑  "National games: AP settles with 16 medals, 21st rank". The Hindu. 12 أكتوبر 2022. مؤرشف من الأصل في 2023-05-28. اطلع عليه بتاريخ 2023-05-28.
209. ↑  Ganguly، Meenakshi (27 ديسمبر 2000). "Conversations: 'I did what I could for my country'". Time. مؤرشف من الأصل في 2013-01-05.
210. ↑  "Pulella Gopichand". mapsofindia.com. مؤرشف من الأصل في 2009-02-13. اطلع عليه بتاريخ 2010-02-07.
211. ↑  "P Gopichand". تايمز أوف إينديا. 11 ديسمبر 2002. مؤرشف من الأصل في 2009-08-21. اطلع عليه بتاريخ 2010-02-07.
212. ↑  "Srikanth Srikanth Kidambi". Olympics. مؤرشف من الأصل في 2022-10-28. اطلع عليه بتاريخ 2022-10-28.
213. ↑  Annual report 2021-22 Intellectual property India (PDF). The Office of the controller general of patents, designs and geographical indications, Government of India. 2022. ص. 76. مؤرشف (PDF) من الأصل في 2023-05-30. اطلع عليه بتاريخ 2023-05-30.
214. ↑  "State wise registration details of G.I applications (15th September, 2003 – till date)" (PDF). Geographical Indication Registry. ص. 1. مؤرشف (PDF) من الأصل في 2017-09-18. اطلع عليه بتاريخ 2017-05-05.
215. ↑  "Kalamkari: Craft of the matter". mid-day. 24 أغسطس 2015. مؤرشف من الأصل في 2016-01-31. اطلع عليه بتاريخ 2016-01-26.
216. ↑  "Durgi stone craft". Cesdeva. مؤرشف من الأصل في 2013-12-04. اطلع عليه بتاريخ 2013-12-20.
217. ↑  "Lacquer ware toys". Lepakshi handicrafts. مؤرشف من الأصل في 2023-05-30. اطلع عليه بتاريخ 2023-05-30.
218. ↑  Sarma، Rani (20 ديسمبر 2015). "The lac industry of Etikoppaka – An art form to cherish". The Times of India. مؤرشف من الأصل في 2015-12-25. اطلع عليه بتاريخ 2016-03-11.
219. ↑  Ganguli، Nivedita (12 يناير 2023). "Festive flavours of Sankranti in Andhra Pradesh". The Hindu. مؤرشف من الأصل في 2023-06-02. اطلع عليه بتاريخ 2023-06-02.
220. ↑  "Festivals and Fairs of Andhra Pradesh". AP Tourism. مؤرشف من الأصل في 2022-07-07. اطلع عليه بتاريخ 2023-10-05.
221. ↑  "Special prayers mark Ramzan". The Hindu. 8 يوليو 2016. مؤرشف من الأصل في 2023-06-02. اطلع عليه بتاريخ 2023-06-02.
222. ↑  "Stage set for Rottela panduga". www.deccanchronicle.com. مؤرشف من الأصل في 2011-12-06.
223. ↑  Manorma Sharma (2007). Musical heritage of India. APH. ص. 19–32. ISBN:978-81-313-0046-6.
224. ↑  Thoomati Donappa. Telugu harikatha sarvasvam. OCLC:13505520.
225. ↑  Narasimham، M. L. (7 نوفمبر 2010). "Sati Savithri (1933)". الصحيفة الهندوسية. مؤرشف من الأصل في 2010-11-13. اطلع عليه بتاريخ 2011-07-08.
226. ↑  Bhagwan Das Garg (1996). So many cinemas: the motion picture in India. Eminence Designs. ص. 86. ISBN:978-81-900602-1-9. مؤرشف من الأصل في 2016-05-21. اطلع عليه بتاريخ 2017-02-17.
227. ↑  "AP state film television and theatre development corporation". APSFTVTDC. مؤرشف من الأصل في 2023-04-04. اطلع عليه بتاريخ 2023-05-30.
228. ↑  Reddem، Appaji (5 مارس 2022). "Is Telugu cinema set for a change of scene?". The Hindu. مؤرشف من الأصل في 2023-06-23. اطلع عليه بتاريخ 2023-06-23.
229. ↑  "Film hub: Focus on Vizag again". Thehansindia. 17 فبراير 2022. مؤرشف من الأصل في 2023-05-30. اطلع عليه بتاريخ 2023-05-30.
230. ↑  Ramakrishnan، Sathyalaya (11 سبتمبر 2010). "Prestigious 'Phalke" award conferred to veteran film producer D Rama Naidu". Asian Tribune. مؤرشف من الأصل في 2012-05-23. اطلع عليه بتاريخ 2011-10-08.
231. ↑  "Tollywood loses to Bollywood on numbers". The Times of India. 2 أكتوبر 2010. مؤرشف من الأصل في 2015-07-13. اطلع عليه بتاريخ 2014-01-31.
232. ↑  "Telugu film industry enters new era". Business Line. 6 نوفمبر 2007. مؤرشف من الأصل في 2014-02-03. اطلع عليه بتاريخ 2014-01-31.
233. ↑  "Oscars 2023: RRR's 'Naatu Naatu' wins best original song at the 95th Academy Awards, MM Keeravani sings ode to India on stage". Indian Express. 13 مارس 2023. مؤرشف من الأصل في 2023-03-13. اطلع عليه بتاريخ 2023-03-13.
234. ↑  "Oscars 2023: RRR's Naatu Naatu wins best original song". BBC News (بالإنجليزية البريطانية). 13 Mar 2023. Archived from the original on 2023-03-13. Retrieved 2023-03-13.
235. ↑  APTDC 2019، صفحة 54–63.
236. ↑  "Andhra cuisine: A symphony of spices". Indianculture.gov.in. مؤرشف من الأصل في 2023-05-29. اطلع عليه بتاريخ 2023-05-29.

## ثبت المراجع
- APTDC (2019). Andhra Pradesh main book. Andhra Pradesh Tourism. مؤرشف من الأصل في 2023-03-31. اطلع عليه بتاريخ 2023-06-17.
- DES (2021). Agricultural statistics at a glance 2020-21 Andhra Pradesh (PDF). DES, Government of Andhra Pradesh.
- DOP (2015). AP Socio economic survey 2014-15; Chapter 2: Macro economic aggregates (PDF). مؤرشف من الأصل (PDF) في 2015-07-01.
- DOP (2023). Socio economic survey 2022-23 (PDF). Government of AP. مؤرشف من الأصل (PDF) في 2023-12-08.
- ICLD (2014). The Andhra Pradesh reorganisation act, 2014 (PDF). Ministry of Law and Justice. مؤرشف من الأصل (PDF) في 2015-09-24. اطلع عليه بتاريخ 2015-07-14.
- IR (2022). New railways New Andhra Pradesh 2014-2022 (PDF). مؤرشف (PDF) من الأصل في 2022-08-13. اطلع عليه بتاريخ 2023-05-19.
- MOPNG (2023). Indian PNG statistics (PDF). Ministry of petroleum and natural gas, India. مؤرشف (PDF) من الأصل في 2023-05-26. اطلع عليه بتاريخ 2023-05-26.
- UGC (2021). Annual report 2020-21 (PDF). UGC. مؤرشف (PDF) من الأصل في 2023-05-22. اطلع عليه بتاريخ 2023-05-22.
- Wheeler، James Talboys (1996). Madras in the Olden Time: Being a History of the Presidency from the First Foundation of Fort St. George to the Occupation of Madras by the French (1639–1748). Asian Educational Services. ISBN:8120605535.

## روابط خارجية
- الموقع الرسمي
- أندرا برديش على مشروع الدليل المفتوح
- معلومات جغرافية متعلقة بأندرا برديش على خريطة الشارع المفتوح

1. ↑  باستثناء المناطق التي شكلت منها تلنغانة